# Louis XVII
Pour les articles homonymes, voir Louis, prince de France.
Titres
Prétendant aux trônes de France et de Navarre
21 janvier 1793 – 8 juin 1795
(2 ans, 4 mois et 18 jours)
Prince royal de France
14 septembre 1791 – 21 septembre 1792
(1 an et 7 jours)
Dauphin de France
4 juin 1789 – 14 septembre 1791
(2 ans, 3 mois et 10 jours)
Signature
Louis-Charles de France, plus connu sous le nom de Louis XVII, né à Versailles le 27 mars 1785 et mort à Paris le 8 juin 1795, est le second fils de Louis XVI et de Marie-Antoinette. Titré duc de Normandie à sa naissance, il devient dauphin de France en 1789 à la mort de son frère aîné, puis prince royal aux termes de la Constitution de 1791 à 1792.
Durant la Révolution française, la famille royale est emprisonnée le 13 août 1792 à la tour du Temple, puis Louis XVI est exécuté le 21 janvier 1793. Louis-Charles est alors reconnu par les gouvernements des puissances coalisées contre la France et par son oncle, le futur Louis XVIII, comme le titulaire de la couronne de France, sous le nom de « Louis XVII ». Il meurt en captivité en 1795, à l’âge de dix ans.
L'éventualité de sa survie a longtemps suscité la curiosité de certains auteurs.

## Biographie

### Naissance et baptême

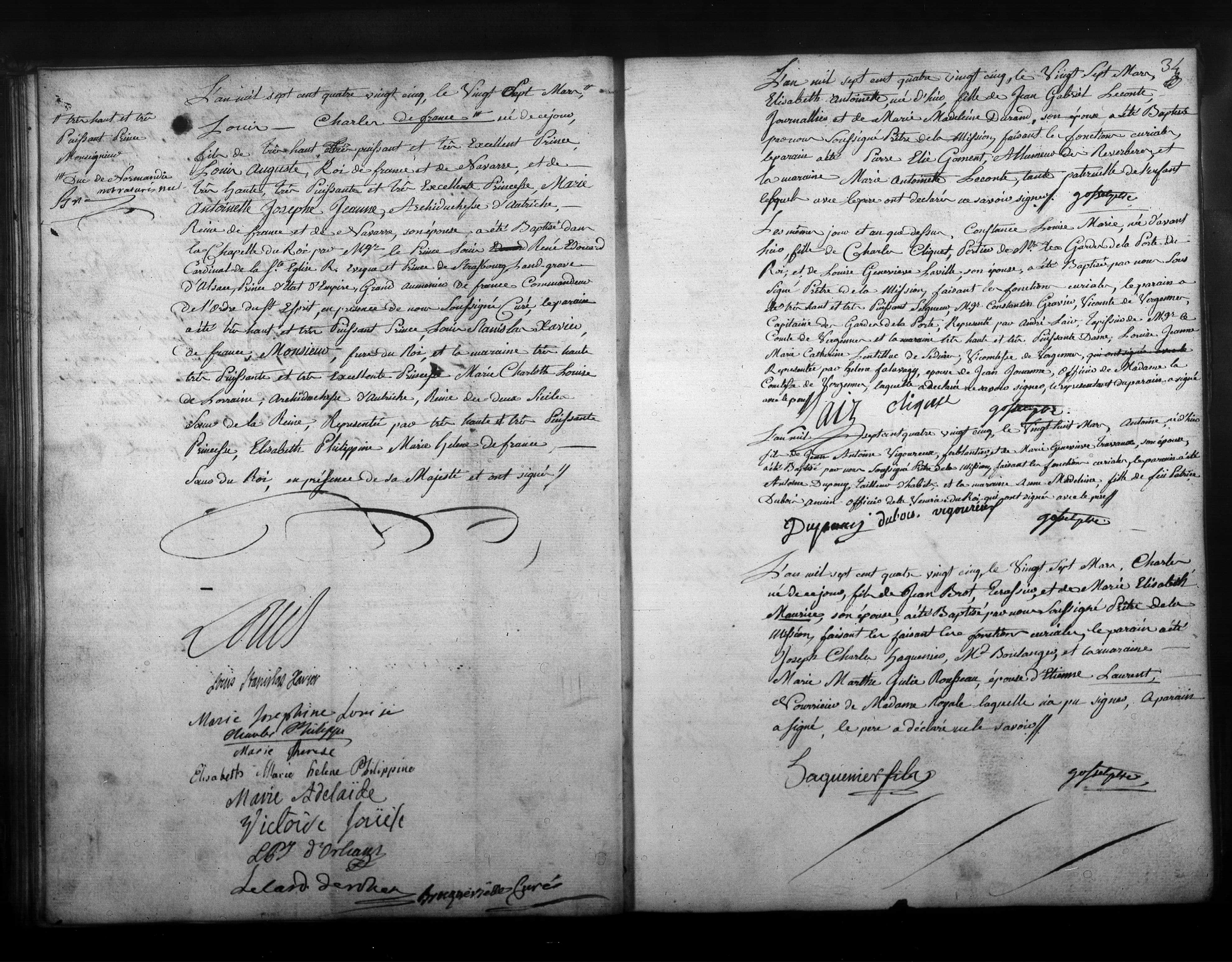
Acte de baptême de Louis Charles.

Louis-Charles de France est né au château de Versailles le 27 mars 1785. Il est baptisé le même jour dans la chapelle du château de Versailles par Louis René Édouard de Rohan, grand aumônier de France, en présence d'Honoré Nicolas Brocquevielle, curé de l'église Notre-Dame de Versailles : son parrain est Louis Stanislas Xavier de France, futur Louis XVIII, et sa marraine est Marie-Caroline de Lorraine, archiduchesse d'Autriche, reine des Deux-Siciles, représentée par Madame Élisabeth.
Titré duc de Normandie avant la mort de son frère aîné, il a pour armes un écartelé de France (d'azur à trois fleurs-de-lis d'or) et de Normandie (de gueules à deux léopards d'or).
Des rumeurs de l'époque se sont répandues à la naissance de l'enfant, selon lesquelles il ne serait pas le fils de Louis XVI mais d'Axel de Fersen (aucune étude scientifique ne valide ou n'invalide cette thèse) gentilhomme suédois qui nourrissait un profond amour pour la reine. Dès mai 1784, Mercy note dans une lettre à l'empereur Joseph II que « les habitudes du roi ne donnent guère d'espérance à lui voir une nombreuse postérité ». Et Evelyn Farr remarque que chaque fois que Marie-Antoinette est tombée enceinte, en 1783, 1784 et 1785, Fersen était présent à Versailles. Au baptême de Louis-Charles de France, le comte d'Artois est absent et il n'y a « ni compliment, ni révérences ». En novembre 1790, La Fayette et à sa suite l'Assemblée nationale menaceront Marie-Antoinette d'un procès en adultère et de faire déclarer bâtards ses enfants (bien que Fersen ne puisse être impliqué dans la naissance de Madame Royale), ce qui montre la persistance de ces rumeurs. Il n'en sera cependant plus question lors du procès de la reine.
Louis-Charles est surnommé « Chou d'amour » par sa mère et Gabrielle de Polignac, gouvernante des Enfants de France depuis le 24 octobre 1782. Marie-Antoinette le rappellera à Gabrielle dans une lettre qu'elle lui écrira alors que cette dernière est partie en exil.

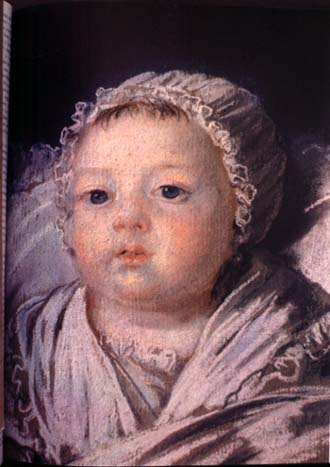
Louis-Charles de France, duc de Normandie, 1786, par Élisabeth Vigée Le Brun.
Marie-Antoinette d'Autriche, reine de France et ses enfants, 1787, par Élisabeth Vigée Le Brun.
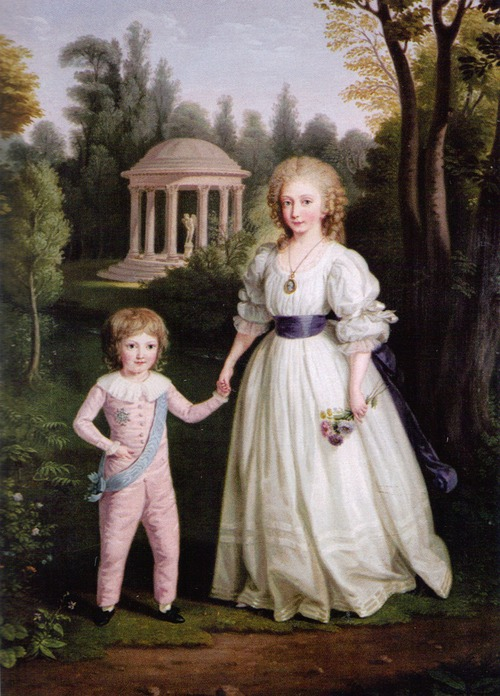
Louis Charles et sœur aînée Marie-Thérèse par Ludwig Guttenbrunn, 1789.
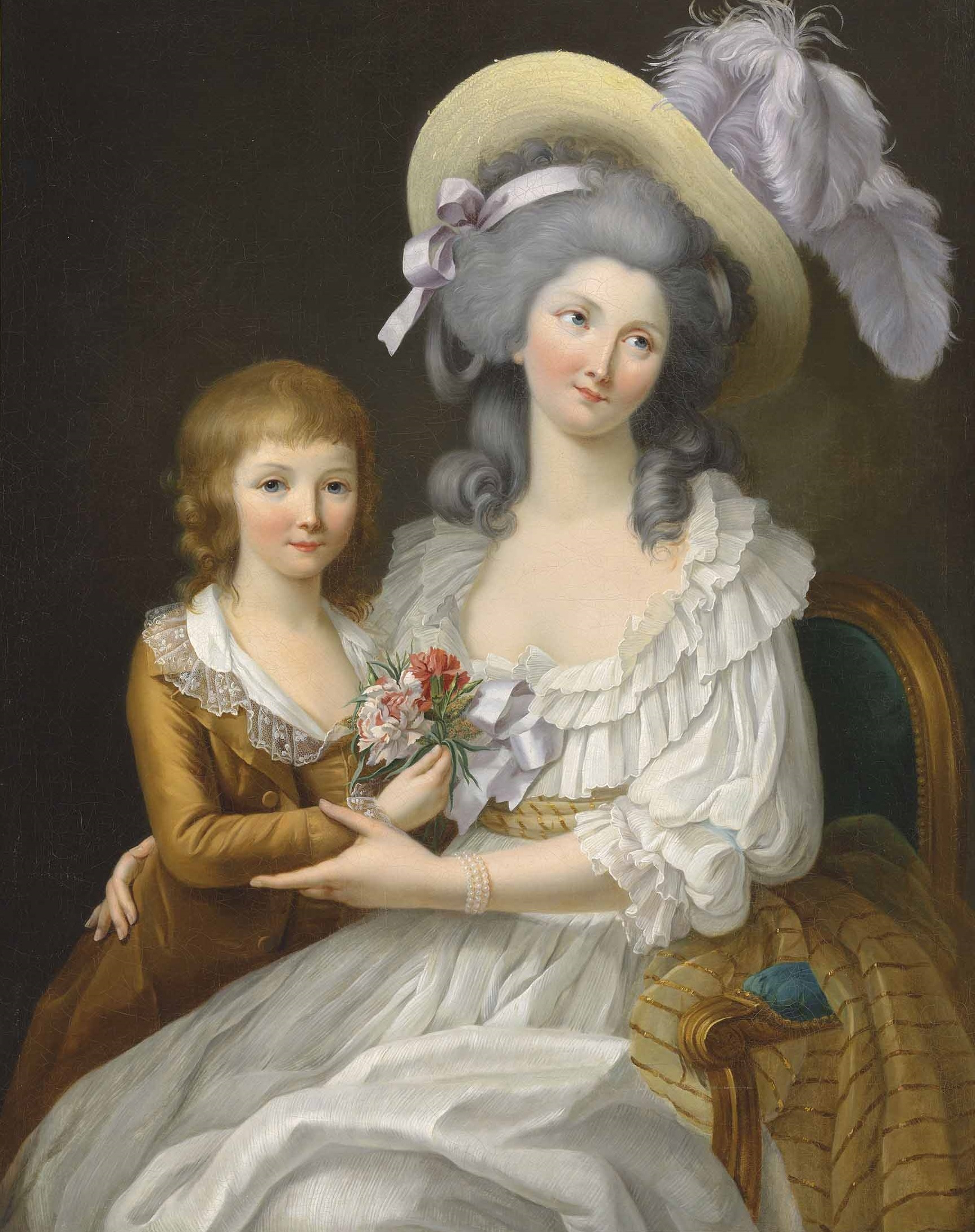
Louis Charles et sœur aînée Marie-Thérèse, par Marie-Victoire Lemoine.

### Enfance (jusqu'en août 1792)

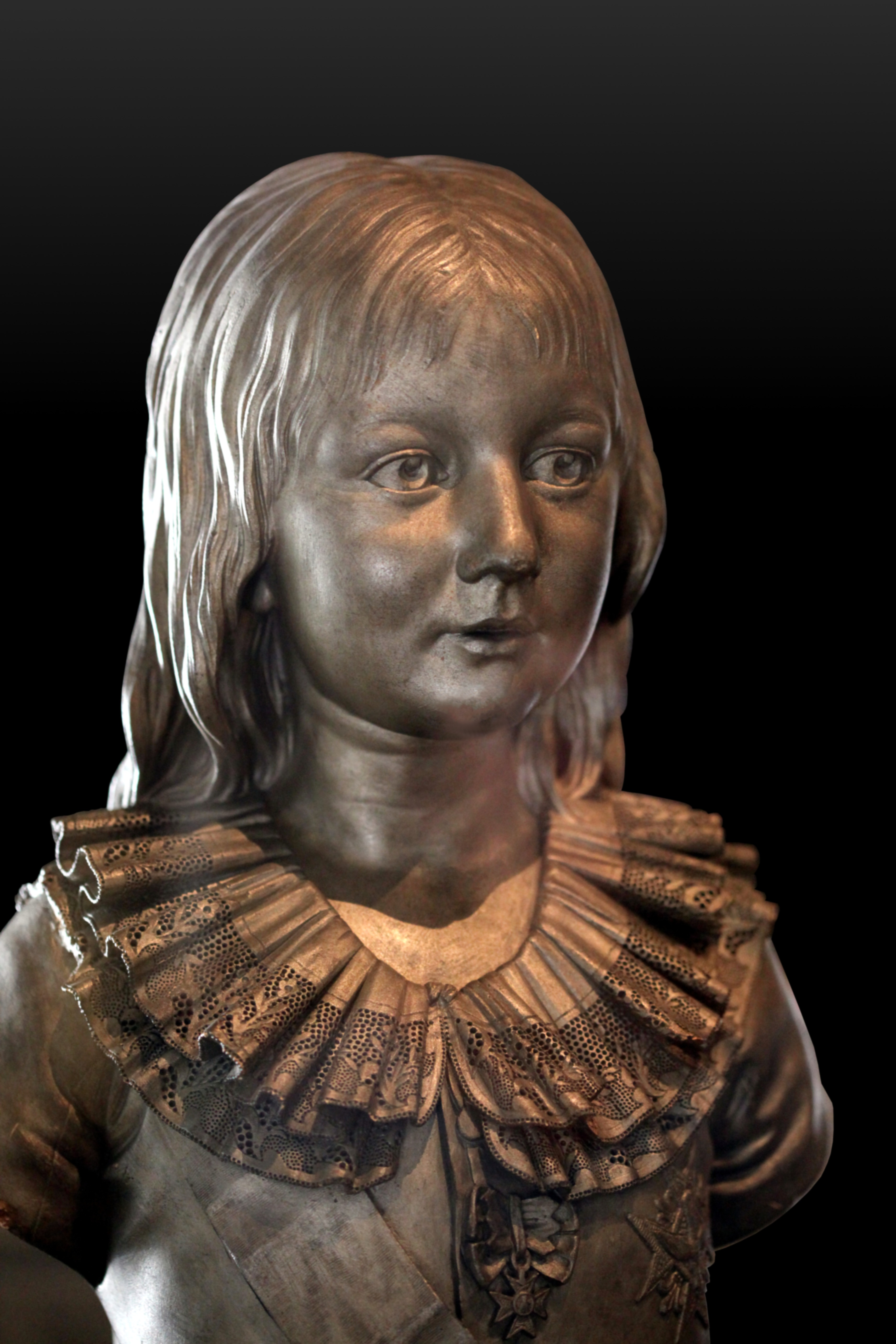
Buste du dauphin Louis-Charles par Louis-Pierre Deseine, fin 1789, début 1790.

Il passe sa première enfance dans l'insouciance, sa vie parmi les enfants de la Cour se déroulant entre les escaliers du château de Versailles et la terrasse du Midi où a été aménagé un petit jardin qui fait le bonheur de l'héritier du trône. Faisant preuve d'une certaine maturité et d'une grande sensibilité malgré son jeune âge, il cultive un petit jardin et offre fréquemment des fleurs à la reine ou à sa sœur car il « [veut] les faire croître [lui]-même, pour qu’elles soient plus agréables à maman qui les aime beaucoup » est entouré d'une nombreuse Maison, comprenant de très nombreux serviteurs attachés à sa personne, parmi lesquels Agathe de Rambaud, sa berceuse, Louise-Élisabeth de Croÿ de Tourzel comme gouvernante et Jean-Baptiste Cant Hanet dit Cléry, son valet.
Second fils de Louis XVI, Louis-Charles de France n'est pas destiné, au départ, à succéder à son père ; la mort de son frère Louis-Joseph le 4 juin 1789 fait cependant de lui le dauphin de France.
Au début de la Révolution française, il déménage avec sa famille au palais des Tuileries le 6 octobre 1789.
En 1791, la Constitution du royaume de France remplace ce titre par celui de « prince royal » : ce changement est la conséquence logique du remplacement du titre de roi de France par celui de roi des Français.

### Prisonnier au Temple
Après la journée du 10 août 1792, Louis-Charles qui a perdu son titre de prince royal est transféré avec ses parents au couvent des Feuillants puis le 13 août emprisonné à la Prison du Temple. Le 29 septembre, Louis XVI est séparé de sa famille et conduit au deuxième étage tandis que le troisième étage est réservé à Marie-Antoinette, ses deux enfants et sa belle-sœur. À partir du 25 octobre, l'« enfant Capet » est confié à la garde de son père, qui poursuit son éducation avec le valet de chambre Jean-Baptiste Cléry. Séparé de sa mère qu'il peut retrouver à l'occasion de promenades, le dauphin est à nouveau confié à elle le 11 décembre lorsque commence le procès de Louis XVI. Il ne revoit son père que le 20 janvier, pour un ultime adieu, avant l'exécution de ce dernier le matin du 21 janvier 1793.

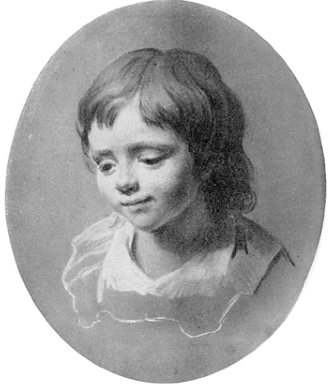
Pastel de Louis XVII au temple réalisé peu de temps avant sa mort par Joseph Ducreux.

Aux yeux des royalistes, le dauphin Louis-Charles succède à son père en vertu du principe selon lequel la continuité dynastique est automatique en France (un nouveau roi succède au roi précédent dès l'instant de la mort de ce dernier). Il est reconnu sous le nom de Louis XVII par le comte de Provence, frère cadet de Louis XVI et futur Louis XVIII, alors émigré à Hamm, près de Dortmund, en Westphalie. Les Vendéens et les Chouans, ainsi que les royalistes d'autres provinces, vont se battre en son nom. Leurs étendards portent l'inscription : « Vive Louis XVII ». Louis-Charles est également reconnu comme roi de France et de Navarre par toutes les puissances étrangères, y compris les États-Unis, qui ne reconnaissent pas la Première République française,.
Louis-Charles est confié à sa mère au troisième étage du Temple, jusqu'au 3 juillet 1793. Les captifs bénéficient à cette époque d'un confort incontestable (baignoire, garde-robe, nourriture abondante). Plusieurs tentatives d'évasion sont tentées par des royalistes afin de délivrer Marie-Antoinette et ses enfants.
Par arrêté du Comité de salut public du 1er juillet 1793, Louis est enlevé à sa mère et mis sous la garde du cordonnier Antoine Simon (« l'instituteur » désigné, qui sait pourtant à peine écrire) et de sa femme, qui résident au Temple. Enfermé au deuxième étage, le but est alors d'en faire un petit citoyen ordinaire et de lui faire oublier sa condition royale. Il est impliqué, ainsi que sa sœur, dans le procès de sa mère, Marie-Antoinette. On lui fait signer une déclaration de reconnaissance d'inceste, pour ajouter un chef d'accusation contre cette dernière.
Selon Georges Bordonove, c'est l'épouse de Simon, attachée à l'enfant, qui prend soin de le nourrir correctement. Cependant, Simon, rappelé à ses fonctions municipales, quitte le Temple le 19 janvier 1794. Sa femme, malade, quitte également la prison. Louis-Charles est alors enfermé au secret dans une chambre obscure, sans hygiène ni secours, pendant six mois, jusqu'au 28 juillet 1794. Son état de santé se dégrade, il est rongé par la gale et surtout la tuberculose. Il vit accroupi. Sa nourriture lui est servie à travers un guichet et peu de personnes lui parlent ou lui rendent visite. Ces conditions de vie entraînent une rapide dégradation de son état de santé. L'isolement total dans lequel il est placé laisse planer un certain mystère et donne l'occasion à l'imagination populaire de soulever l'hypothèse de substitution de l'enfant et de son exfiltration, donnant naissance au « mythe évasionniste et survivantiste ».
Le 10 thermidor an II (le 28 juillet 1794), à l'issue de la chute de Robespierre, Antoine Simon, mis hors-la-loi, est guillotiné. Le Comité de Salut public et le Comité de sûreté générale arrêtent la nomination de Christophe Laurent, membre de la section du Temple, comme garde de Louis-Charles de France et de sa sœur aînée. Le 3 pluviôse an III (le 22 janvier 1795), après le rapport de Jean-Jacques-Régis de Cambacérès (député de l'Hérault), Louis-Charles de France et de sa sœur aînée sont maintenus en détention en France. 
Son sort s'améliore relativement, mais le prisonnier de la tour du Temple est rongé par la tuberculose, ce qu'omet de signaler Laurent lorsqu'il écrit, sur le bulletin de la tour du Temple, que les prisonniers « se portent bien ». Le 31 mars 1795, Laurent démissionne. Il est remplacé par Étienne Lasne (1757-1841) de la section des Droits de l'homme.

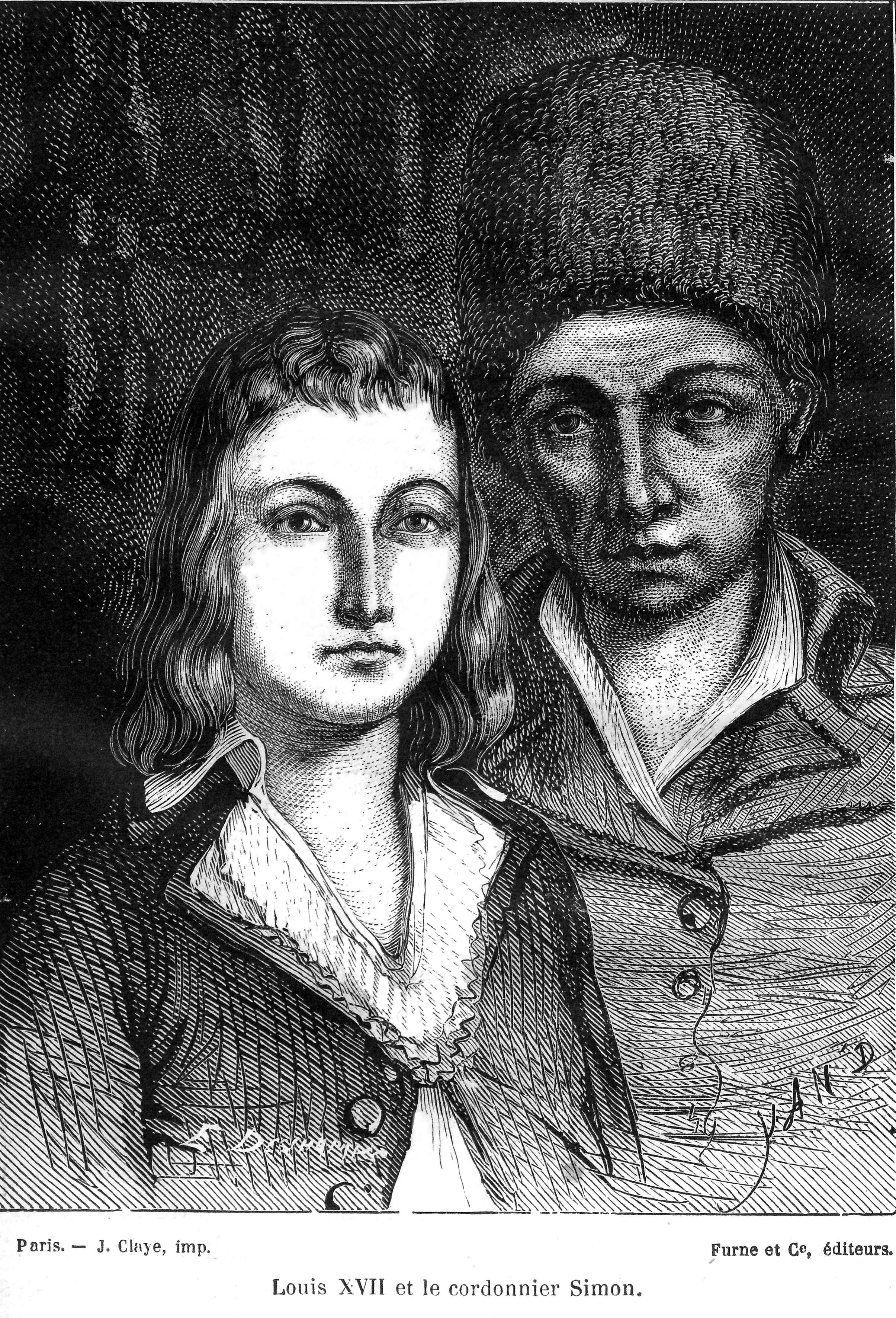
Louis XVII au Temple, avec son geôlier le cordonnier Antoine Simon, par Yan' Dargent, 1866.
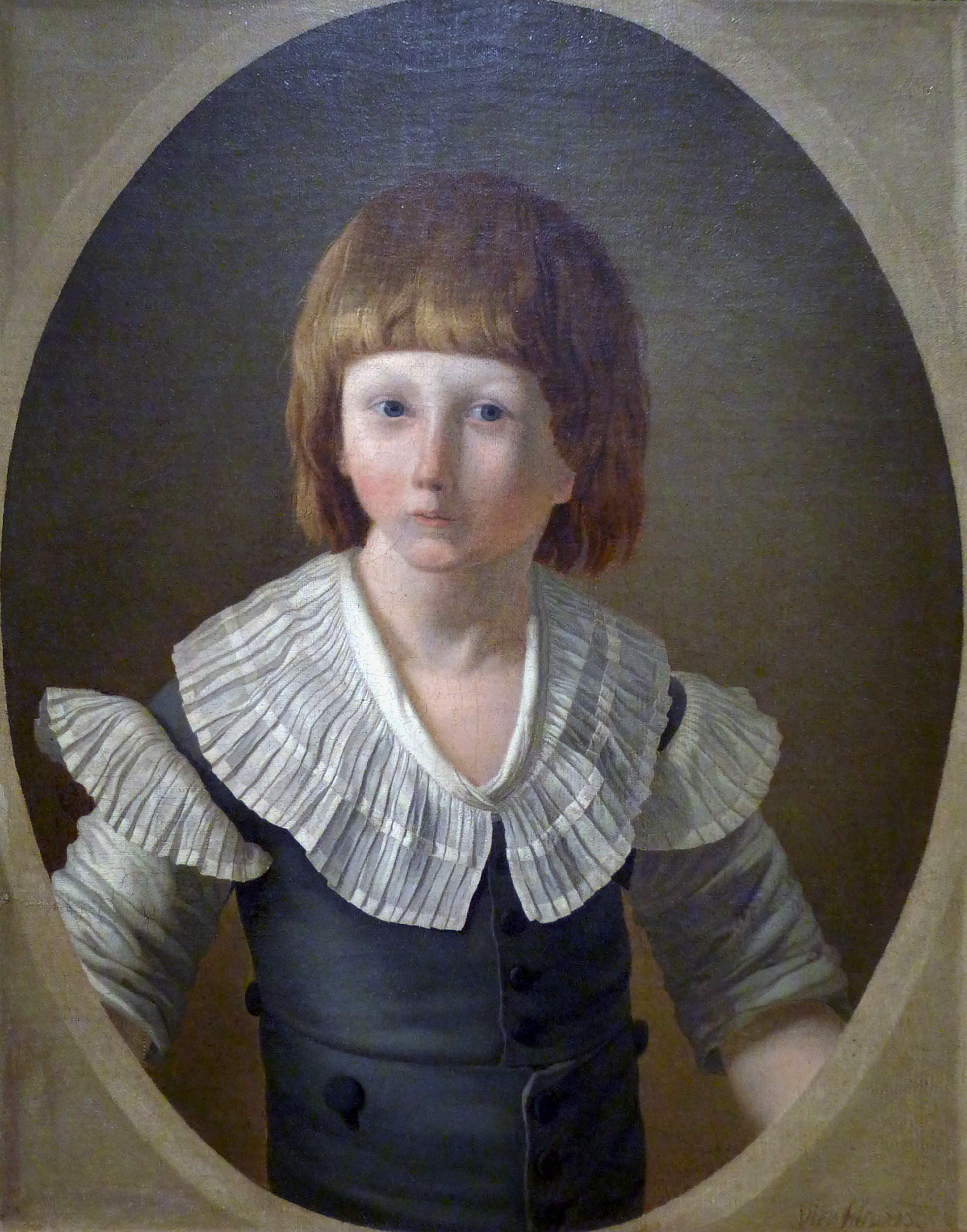
Louis XVII au Temple par Joseph-Marie Vien le Jeune, musée Carnavalet, vers 1793.
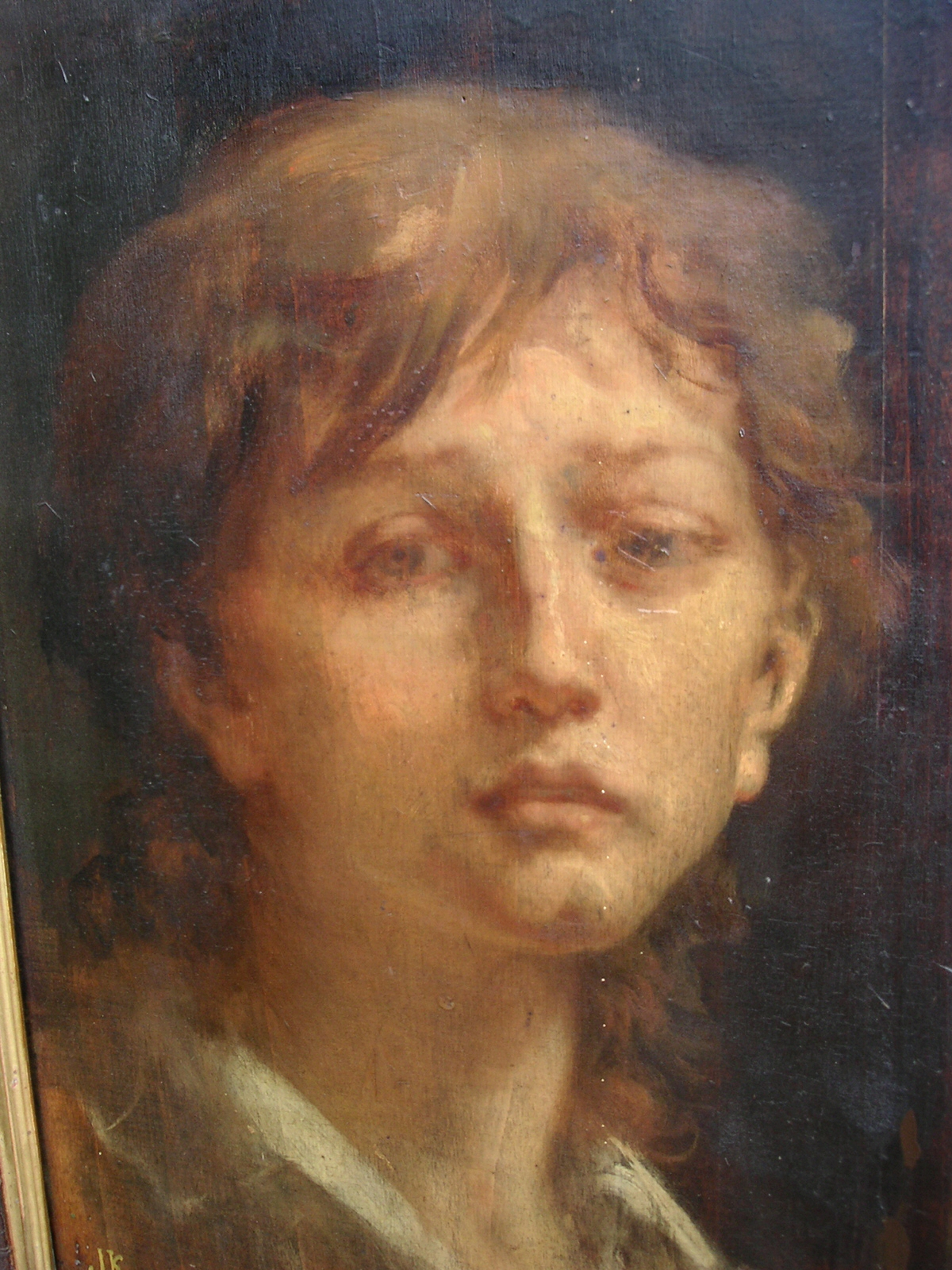
Louis XVII, au Temple par Jacques-Émile Lafon (détail), huile sur bois, vers 1867.

### Dégradation de sa santé (mai 1795)
Le 3 mai 1795 (14 floréal an III), les gardiens Gomin et Lasne inscrivent sur les registres du Temple : « Le petit Capet est indisposé ».
Le 6 mai (17 floréal an III), la tuberculose prend un tour critique, caractérisé par l'apparition d'une péritonite, si bien que dans les derniers jours de mai, les gardiens signalent au comité de Sûreté générale que l'enfant Capet manifeste « une indisposition et des infirmités qui paraissent prendre un caractère grave ». Le Comité « arrête que le premier officier de santé de l'hospice de l'Humanité (Hôtel-Dieu de Paris) visiterait le malade en présence de ses gardiens et administrerait des remèdes ». Le docteur Pierre Joseph Desault passe à cette époque pour être le premier praticien de Paris. Le 29 mai, Desault fait sa dernière visite au malade, car il meurt le 1er juin, à l'âge de 57 ans.
Le 6 juin 1795, lui succède Philippe-Jean Pelletan, 48 ans, chirurgien en chef de l'Hospice de l'Humanité. Ne voulant pas le laisser prendre seul la responsabilité de soigner l'enfant, le Comité de sûreté générale lui adjoint le docteur Jean-Baptiste Dumangin, 51 ans, médecin chef de l'hospice de l'Unité (Hôpital de la Charité de Paris). Dans la nuit du 7 au 8, Gomin et Lasne, alarmés par l'état de santé de l'enfant, ont envoyé chercher en urgence le docteur Pelletan. Il répond qu'il viendra le lendemain matin avec le docteur Dumangin.
Le lundi 8 juin 1795 (20 prairial an III), les docteurs Dumangin et Pelletan arrivent ensemble à 11 heures du matin au Temple, l'état de l'enfant s'était aggravé.

### Mort

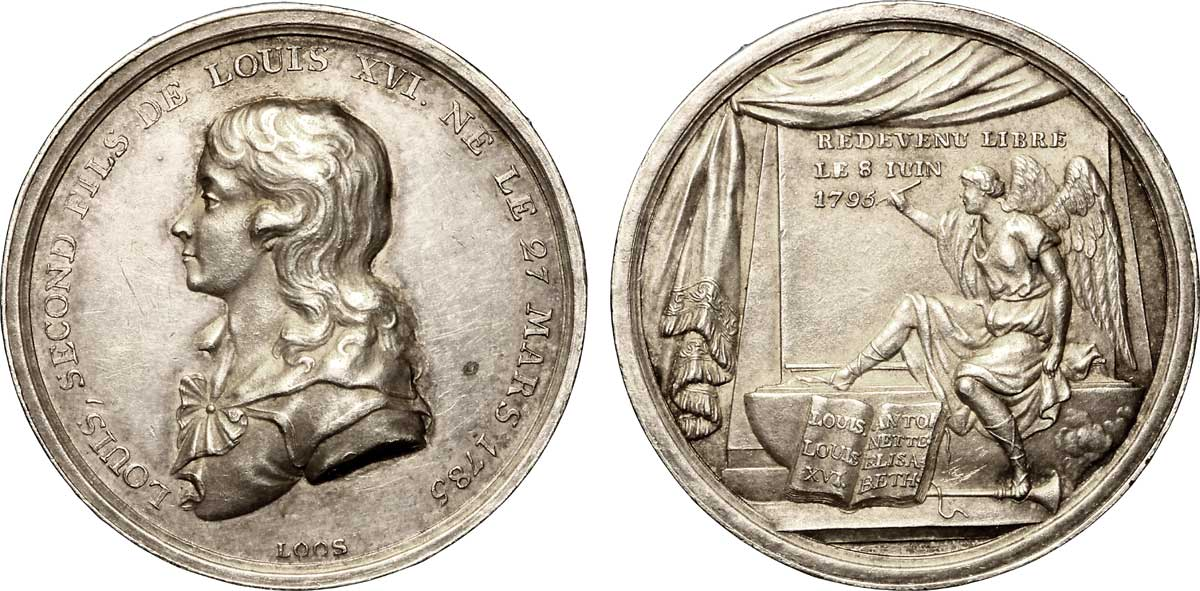
Jeton commémorant la mort de Louis XVII, XIXe siècle.

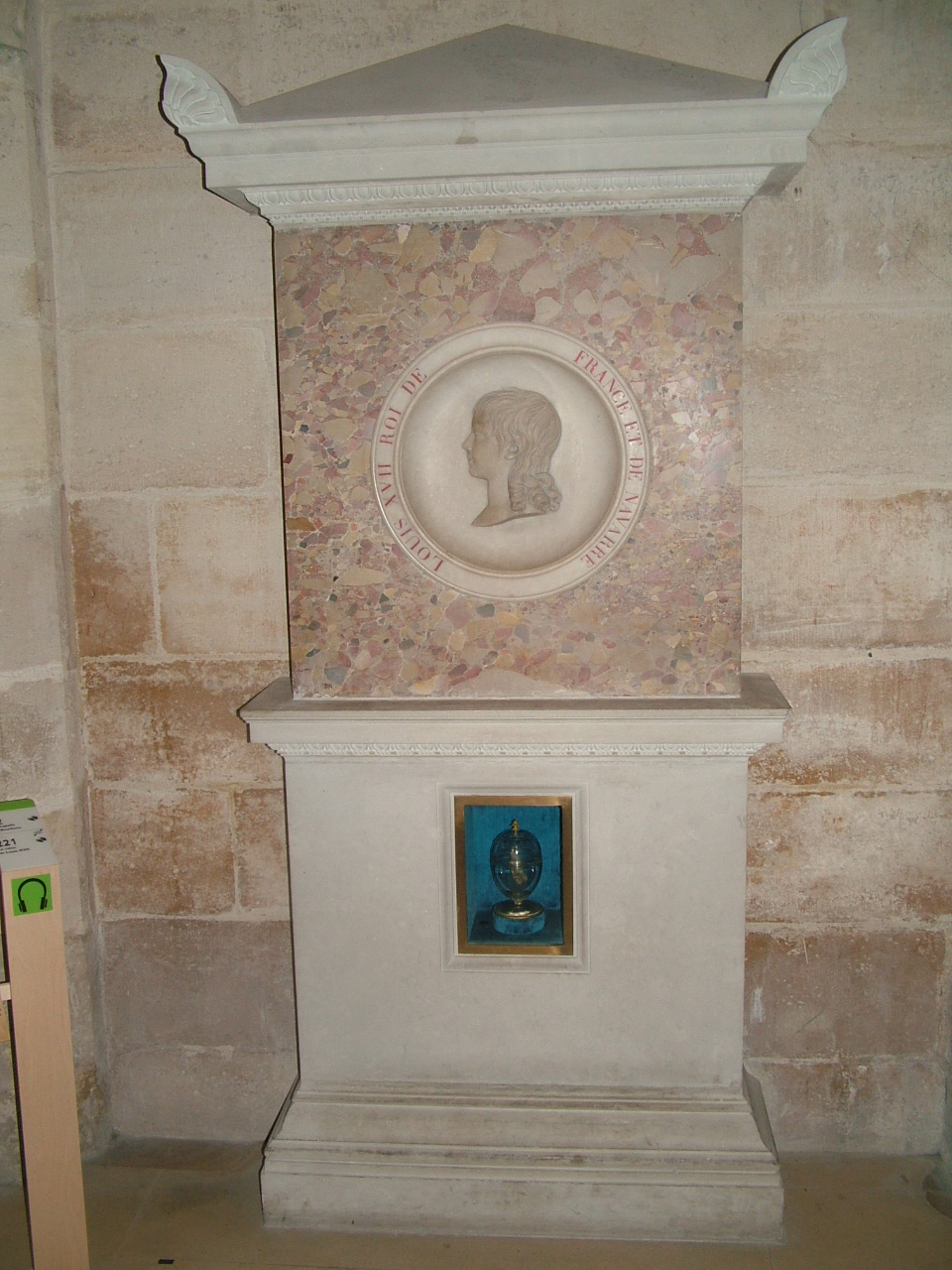
Cœur de Louis XVII dans la crypte des Bourbons dans la nécropole royale de la basilique de Saint-Denis.

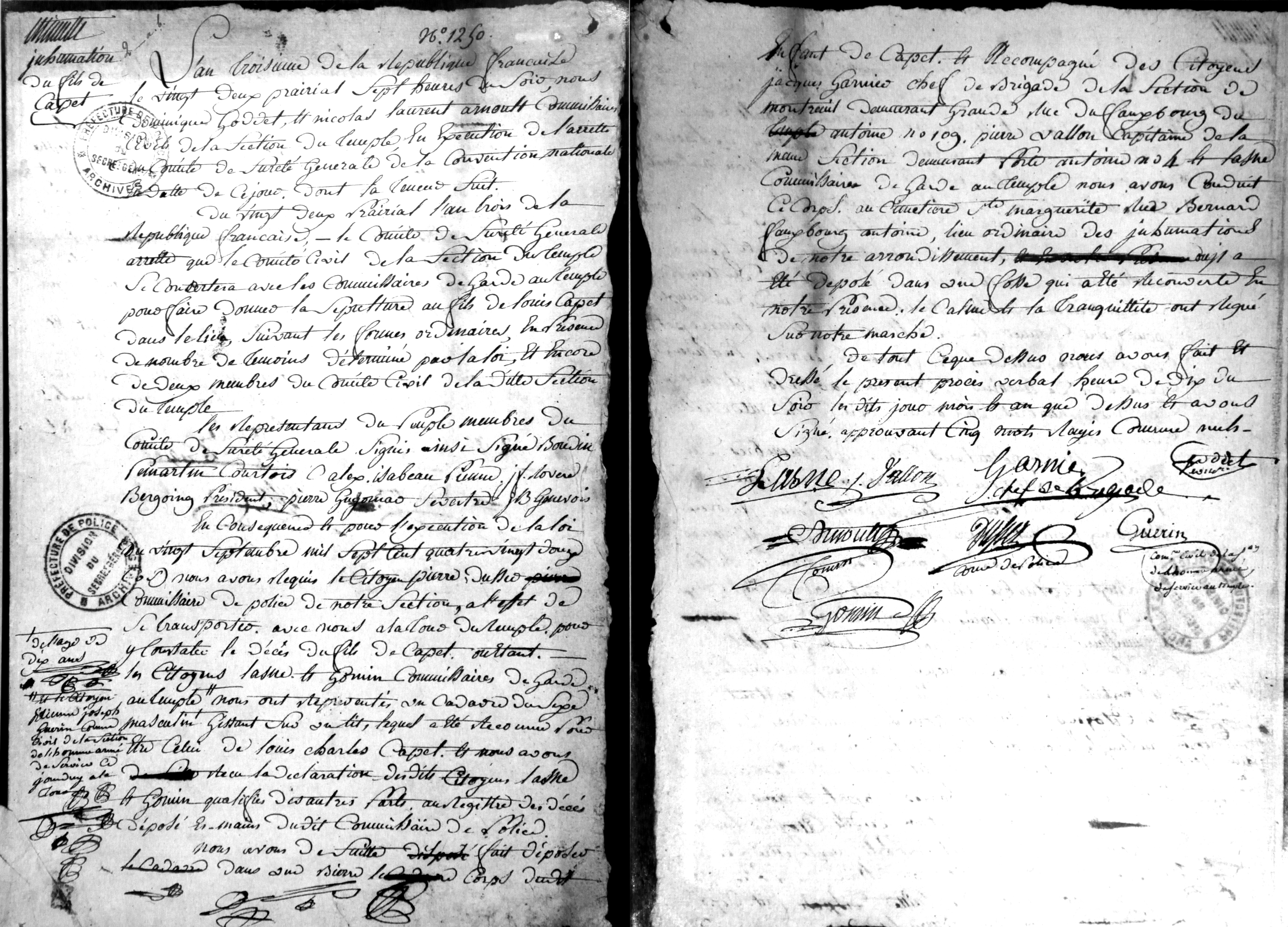
Procès-verbal d'inhumation de Louis-Charles Capet, daté du 22 prairial, an III.

Témoignage de Damont commissaire civil au Temple : « Le sieur Lasne gardien et moi, nous prêtions nos soins au petit dauphin, et enfin à 3 heures (de l'après-midi) lorsque le sieur Gomin fut revenu, l'enfant venoit de mourir ». Pelletan arrivé à 4 heures confirme la mort. Le docteur Dumangin arrive à 8 heures, il apprend le décès du fils Capet.
Louis XVII meurt dans sa prison, probablement d'une péritonite ulcéro-caséeuse venue compliquer la tuberculose (le « vice scrofuleux » qui a déjà coûté la vie à son frère aîné), le 8 juin 1795, à l'âge de dix ans et après presque trois ans de captivité. La nouvelle est annoncée le lendemain à la Convention nationale par Joseph Sevestre (député d'Ille-et-Vilaine), membre du Comité de sûreté générale. 
Le lendemain 9 juin 1795, le chirurgien Philippe-Jean Pelletan réalise son autopsie qui confirme le diagnostic de tuberculose. Il est secondé par trois médecins, voici l'extrait de la lettre du docteur Dumangin adressé au docteur Pelletan sous la Restauration en 1817 : « Vous m'aviez à la vérité proposé d'autres adjoints ; et sur mon observation que, d'après les qualités personnelles et les rapports qu'avaient eus M. Pierre Lassus (1741-1807) avec Mesdames de France et Nicolas Jeanroy dans la Maison de Lorraine, leurs signatures seraient d'un tout autre poids, vous aviez agréé ce choix ». Le docteur Jean-Baptiste Dumangin rédige le procès-verbal d'autopsie, recopié en quatre exemplaires : un pour le Comité de sûreté générale et un pour chaque médecin. L'exemplaire présent aux Archives nationales depuis 1891 a été restitué par un libraire de la ville d'Alger. Ce procès-verbal d'autopsie avait été mis en gage par M. Grasset qui l'avait dérobé avant 1848 à Théophile Dumangin, fils du docteur Dumangin, à Vielmanay ou à Narcy dans la Nièvre.
Il est officiellement enterré le 12 juin 1795 dans le cimetière Sainte-Marguerite. Sous la Seconde Restauration, Louis XVIII fait rechercher la sépulture de son neveu : l'énigme de « l'enfant du Temple » se développe alors avec les témoignages contradictoires de ceux qui ont assisté à l'enterrement le 10 juin (fossoyeur, concierge du cimetière, abbé…) qui évoquent une inhumation en fosse commune (le corps ne pouvant dès lors plus être identifié), une ré-inhumation dans une fosse particulière près de la Chapelle de la Communion de l’église, voire dans le cimetière de Clamart.

## Titulature

### Titulature reconnue
- 27 mars 1785 - 4 juin 1789 : Son Altesse Royale Louis-Charles de France, fils de France, duc de Normandie (étant le second fils du roi de France, il reçoit un titre d'apanage, ici celui de duc de Normandie porté pour la dernière fois par Charles de France, frère cadet du roi Louis XI) ;
- 4 juin 1789 - 14 septembre 1791 : Son Altesse Royale le dauphin de France ;
- 14 septembre 1791 - 21 septembre 1792 : Son Altesse Royale le prince royal.

### Titulature revendiquée
- 10 août 1792 - 21 janvier 1793 : Son Altesse Royale le dauphin de France (titre de courtoisie reconnu par les royalistes fidèles à la famille royale, et par les pays qui ne reconnaissent pas la Première République) ;
- 21 janvier 1793 - 8 juin 1795 : Sa Majesté le roi de France et de Navarre (bien qu'il n'ait jamais régné sur la France, qui était alors une république, il est reconnu comme roi par les royalistes toujours fidèles à la famille royale, et par les pays qui ne reconnaissent pas la république en France ; son oncle le comte de Provence se proclame régent au nom de son neveu enfermé à la prison du Temple).

## «L'énigme du Temple»

### L'acte de décès de «Louis Charles Capet» dans l'état civil de Paris

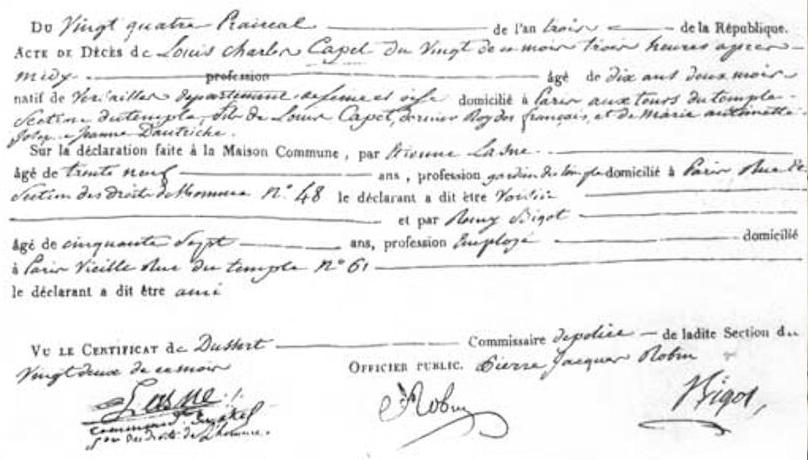
Acte de décès de Louis XVII à l'état civil de Paris en date du 12 juin 1795.

L'acte de décès de Louis XVII est rédigé le 12 juin 1795 (24 prairial an III). L'original du document a disparu dans les incendies de la Commune de 1871, mais l'original avait été recopié par des archivistes et un exemplaire se trouve aussi aux Archives nationales :

« Du vingt-quatre prairial de l'an trois de la République (12 juin 1795)

Acte de décès de Louis Charles Capet du vingt de ce mois (8 juin), trois heures après-midi, âgé de dix ans deux mois, natif de Versailles, département de Seine-et-Oise, domicilié à Paris aux Tours du Temple, section du Temple, fils de Louis Capet, dernier roi des Français, et de Marie Antoinette Josèphe Jeanne d'Autriche.

Sur la déclaration faite à la maison commune, par Étienne Lasne, âgé de trente-neuf ans, profession gardien du Temple, domicilié à Paris rue et section des Droits-de-l'Homme no 48 : le déclarant a dit être voisin ; et par Rémy Bigot, âgé de cinquante-sept ans, profession employé, domicilié à Paris vieille rue du Temple no 61 : le déclarant a dit être ami.
Vu le certificat de Dussert, Commissaire de Police de ladite section, du vingt-deux de ce mois (10 juin). Officier public : Pierre Jacques Robin.

(Signé) : Lasne, Robin, Bigot. »

### Les faux Dauphins

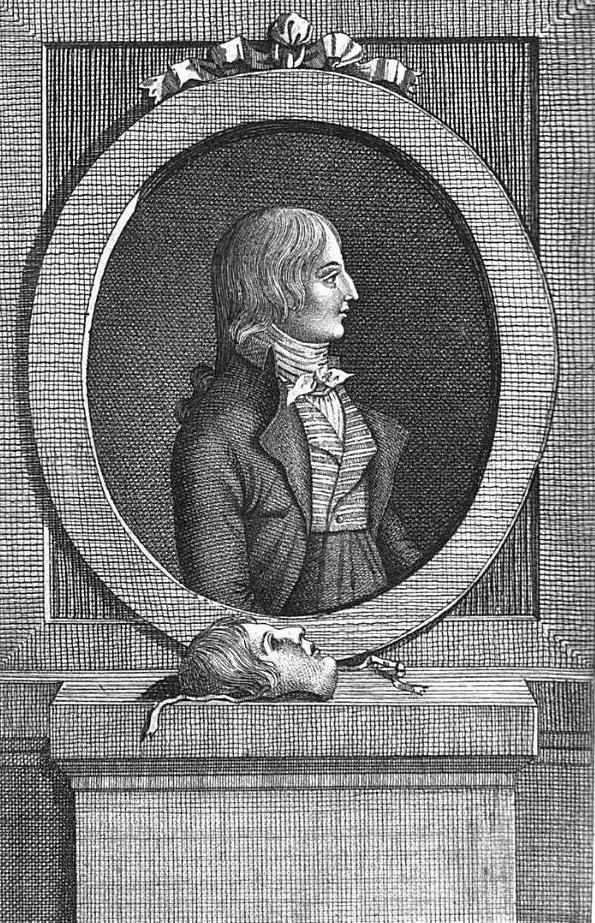
Le faux dauphin Hervagault démasqué (gravure de 1803).

Dès 1795, des rumeurs faisaient courir le bruit que le Dauphin, remplacé dans sa geôle par un autre garçon, aurait été libéré du Temple. Ces rumeurs avaient été favorisées par les exhumations des restes d’un enfant au crâne scié — traces d'une autopsie — du cimetière Sainte-Marguerite (au cours des deux exhumations réalisées en 1846 et en 1894, plusieurs spécialistes attribuent pourtant le corps à un sujet masculin âgé de plus de seize ans, d'1,63 m et de morphologie différente de celle de Louis XVII) et la réaction thermidorienne : tandis que les royalistes osaient à nouveau s'afficher comme tels, des accords de paix étaient négociés entre la République et les révoltés vendéens et chouans (traités de La Jaunaye, de la Mabilais et de Saint-Florent-le-Vieil). La mort du Dauphin, en juin de cette même année, fut par conséquent accueillie avec scepticisme par une partie de l'opinion publique. Ce contexte permit l'éclosion de théories « évasionnistes » et « survivantistes ».
Ces bruits influencèrent, au tout début du XIXe siècle, le romancier Regnault-Warin. Dans les derniers volumes de son Cimetière de la Madeleine, cet auteur développa - sans y croire lui-même - un scénario de l'enlèvement du Dauphin : des agents royalistes envoyés par Charette s'introduisent dans la tour, où ils apportent, au moyen d'une cachette ménagée dans un « cheval de bois », un orphelin drogué à l'opium destiné à prendre la place du vrai Dauphin. Ce dernier, dissimulé dans le même objet, est ainsi libéré de sa prison. Aux termes de nombreuses péripéties, et notamment d'une tentative d'exfiltration vers l'Amérique, l'orphelin royal est repris avant de mourir de maladie.
Malgré les nombreuses invraisemblances et le triste dénouement de ce récit, la thèse de la substitution gagna ainsi un nouveau mode de diffusion.
Peu de temps après la publication de ce roman, des « faux Dauphins » commencèrent à apparaître et à réunir un nombre variable de partisans autour de leurs prétentions. Les condamnations des trois premiers (Hervagault, Bruneau et un certain Hébert, connu sous le titre de « baron de Richemont ») à de lourdes peines de prison ne découragèrent pas d'autres imposteurs, dont le plus célèbre est l'horloger prussien Karl-Wilhelm Naundorff, qui eut de nombreux adeptes jusqu'à la fin du XXe siècle, dont Otto Friedrichs.
Dans les récits qu'ils firent de leur prétendue évasion du Temple, la plupart de ces prétendants reprenaient la trame du roman de Regnault-Warin, le cheval de bois étant quelquefois remplacé par un panier de linge sale, et Charette par le comte de Frotté, ce dernier ayant effectivement échafaudé, sans pouvoir y donner suite, des projets d'enlèvement des orphelins royaux.
Aux imposteurs plus ou moins convaincants s'ajoutent de nombreux fous (comme Dufresne, Persat et Fontolive) ou encore des personnages dont l'identification à Louis XVII a surtout été l'œuvre de tiers, le plus souvent de manière posthume : c'est notamment le cas de l'officier de marine puis architecte français Pierre Benoît (actif à Buenos Aires), du pasteur iroquois Eliézer Williams, du musicien anglais Augustus Meves, du célèbre naturaliste John James Audubon et même de Louvel (assassin du cousin de Louis XVII).
Les circonstances exactes de la mort de Louis XVII et la rumeur concernant une éventuelle évasion de la prison du Temple ont attisé la curiosité de nombreux auteurs, comme G. Lenotre, Philippe Ebly avec l'Evadé de l'an II, André Castelot, Alain Decaux, Georges Bordonove, l'avocat Maurice Garçon qui expose l'affaire comme un dossier judiciaire, ou encore Jacques Soppelsa qui remet en scène l'aïeul français de la famille argentine Zapiola, l'officier de marine puis architecte Pierre Benoît précité.
De nombreuses personnes prétendent au titre de descendant de Louis XVII.

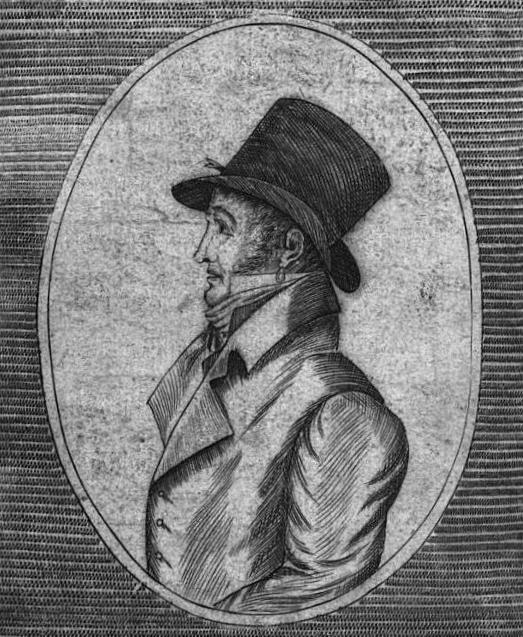
Mathurin Bruneau
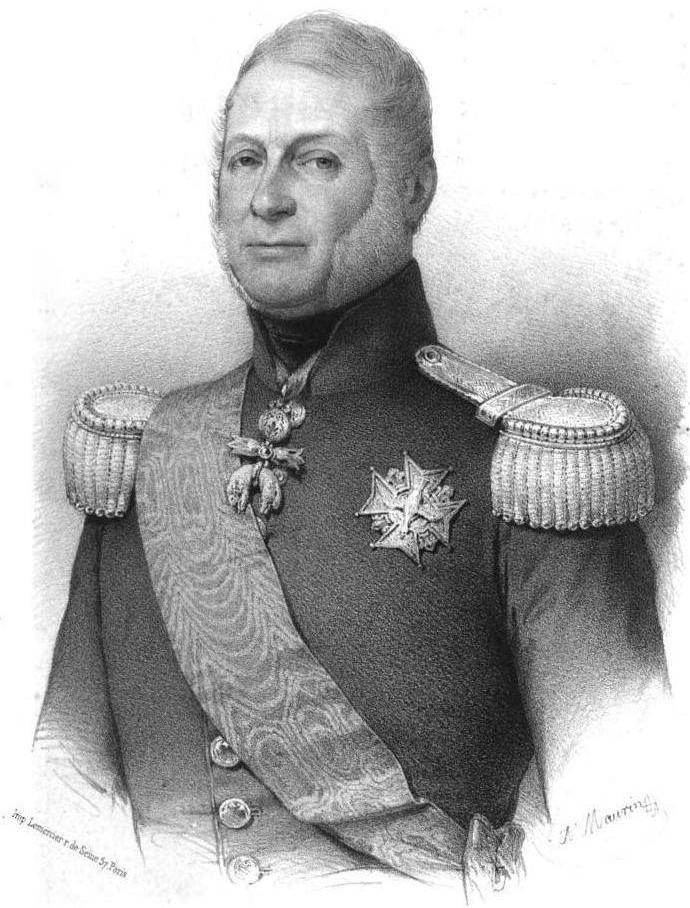
Le « baron de Richemont »
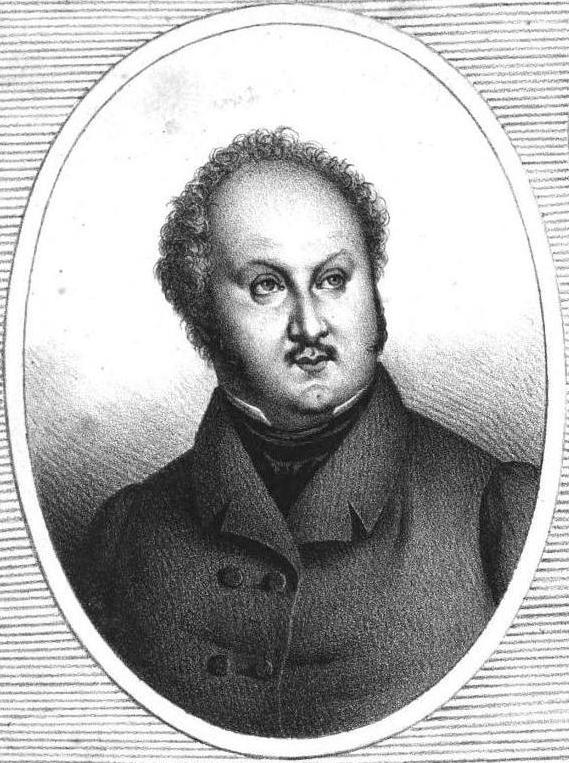
Karl-Wilhelm Naundorff
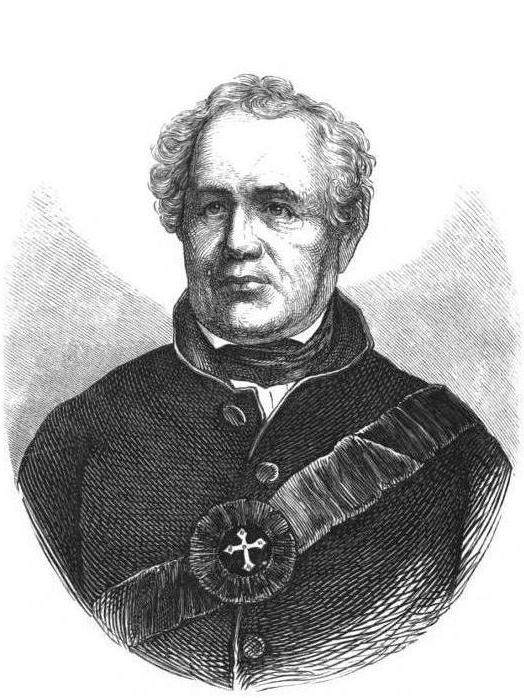
Eliézer Williams
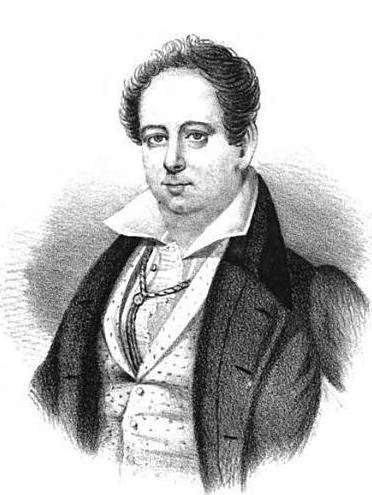
Augustus Meves

### L'authentification du cœur de Louis-Charles de France

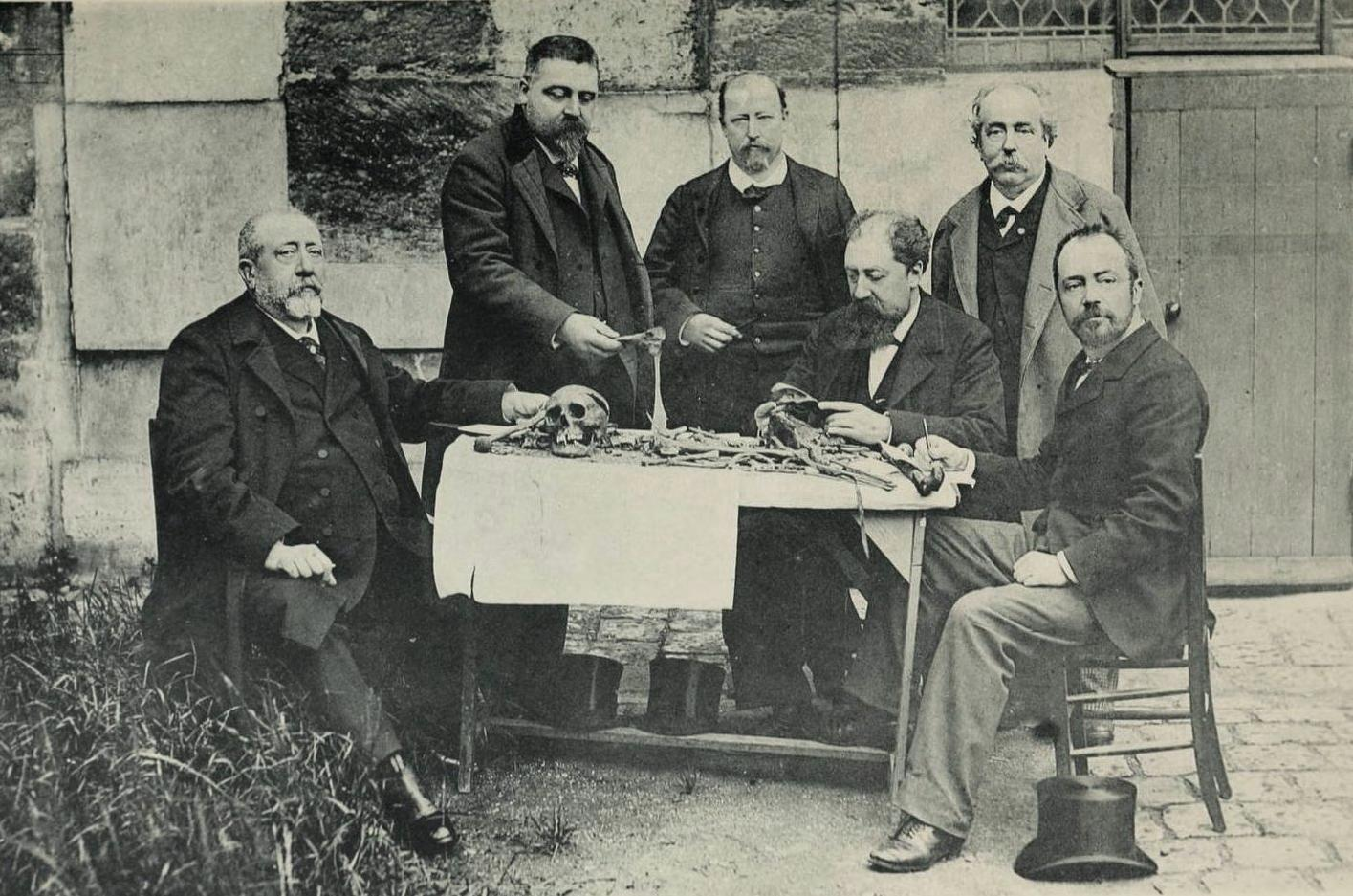
Le 5 juin 1894, plusieurs spécialistes examinèrent le corps (déjà exhumé en 1846) du cimetière Sainte-Marguerite et l'attribuèrent à un sujet masculin âgé de plus de seize ans.

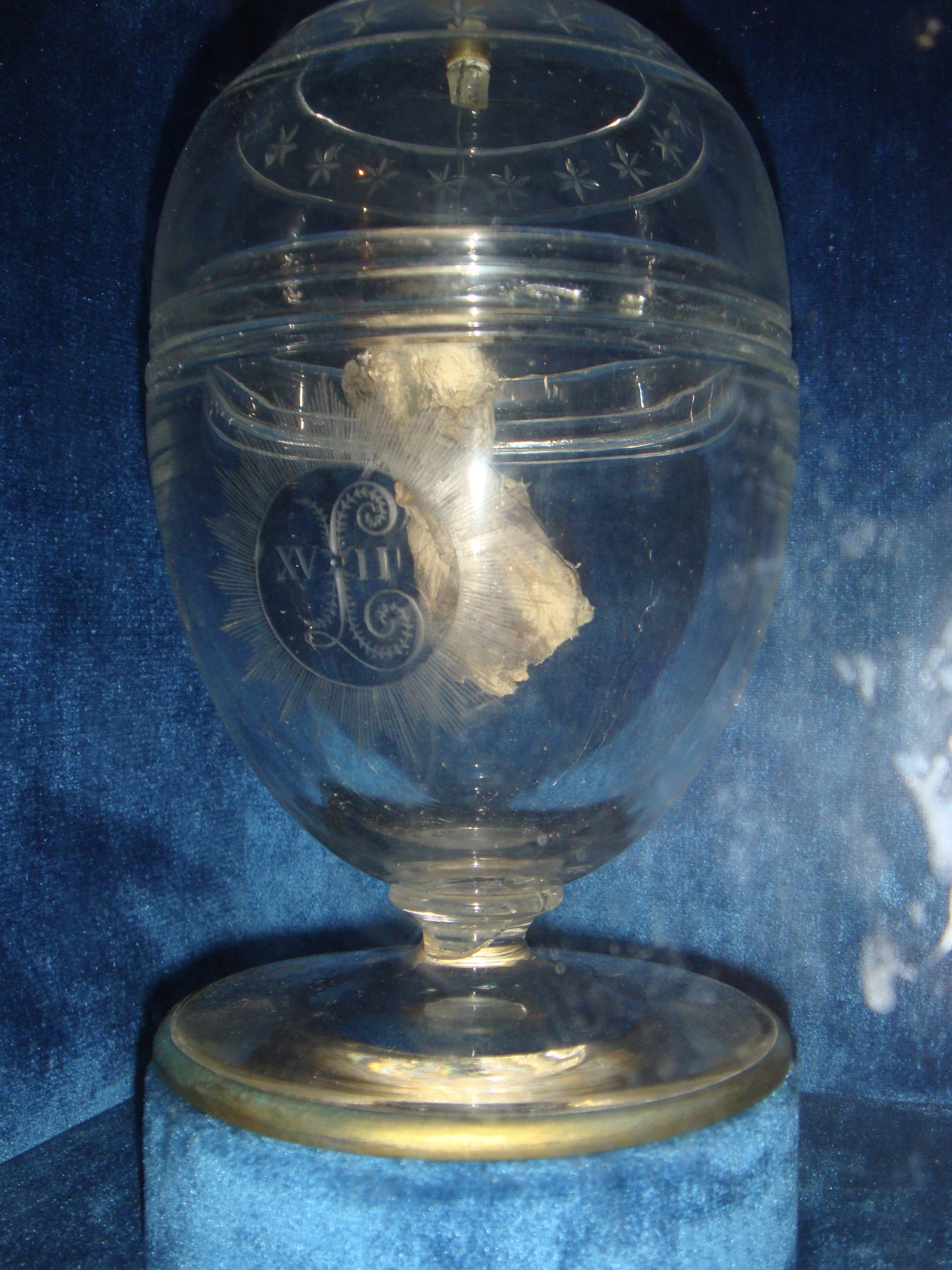
Cœur de Louis XVII dans son cardiotaphe, placé le 8 juin 2004. dans la chapelle des Bourbons de la basilique de Saint-Denis.

Selon Georges Bordonove, dans son Louis XVII et l'énigme du Temple, Louis XVII est mort, non pas en 1795, mais plutôt entre les 1er et 3 janvier 1794. Sa mort aurait entraîné la révocation de Simon et le remplacement de Louis XVII par un enfant qui, lui, serait mort en 1795. Cette hypothèse, partagée par Louis Hastier, est aujourd'hui infirmée et dépassée par les analyses ADN positives effectuées en 2000 sur le cœur de l'enfant mort au Temple en 1795.
Le 9 juin 1795, une autopsie est pratiquée en prison sur le corps du jeune prince par le chirurgien Philippe-Jean Pelletan assisté de trois médecins : Pierre Lassus, Jean-Baptiste Dumangin et Nicolas Dieudonné Jeanroy (ou Geanroi). En 1814, Pelletan déclare la soustraction du cœur lors de l’autopsie et le prélèvement d'une mèche de cheveux qu'il donne au commissaire de section Antoine Damont en guise de souvenir. Le corps est alors inhumé au cimetière Sainte-Marguerite, puis recouvert de chaux vive. Les ossements n'ont jamais été retrouvés et ceux dégagés au XIXe siècle au cimetière Sainte-Marguerite proviennent de plusieurs squelettes, dont un crâne d'un jeune adulte d'au moins dix-huit ans.
Le 23 mai 1828, Pelletan remet la relique à Hyacinthe de Quélen, archevêque de Paris. Durant les Trois Glorieuses, l'archevêché est pillé et le cœur « Pelletan » passe entre les mains de plusieurs personnes. En 1895, Édouard Dumont, héritier de Philippe-Gabriel Pelletan (fils du docteur) remet le cœur « Pelletan » au duc de Madrid, Charles de Bourbon (1848-1909), aîné des Capétiens, fils de la « comtesse de Montizón » et neveu de la comtesse de Chambord, par l’entremise de Me Pascal et du comte Urbain de Maillé (1848-1915), en présence de Paul Cottin, cousin du propriétaire et donateur du cœur, Édouard Dumont. En 1909, Jacques de Bourbon, duc d'Anjou et de Madrid, prétendant légitimiste au trône de France (fils et successeur de Charles de Bourbon), hérite du cœur, puis sa sœur la princesse Fabrizio Massimo, née princesse Béatrice de Bourbon (« fille de France ») et enfin en 1938, la fille de celle-ci, Mme Charles Piercy, née princesse Marie-des-Neiges Massimo (1902-1984). En 1975, l’urne en cristal rejoint le Mémorial de France à la basilique Saint-Denis, où ont été enterrés ses parents et une grande partie des rois de France. En 1999-2000, l'analyse ADN établit une parenté du cœur à l’urne avec les Habsbourg-Lorraine.
Des analyses génétiques par comparaison d'ADN mitochondrial, pratiquées par le professeur Jean-Jacques Cassiman de l'Université catholique de Louvain en Belgique, et par le docteur Bernd Brinkmann de l'université allemande de Münster, sur le cœur du présumé Louis XVII, et des cheveux de Marie-Antoinette, ont démontré en 2000 qu'il appartient bien à un enfant apparenté à cette dernière, en ligne féminine. Cependant, Louis XVII a eu un frère aîné décédé en juin 1789 et dont le cœur a lui aussi été conservé. Mais ce cœur a subi, comme les autres cœurs princiers, un traitement d'embaumement (ouverture, utilisation d'aromates, bandelettes, double boîte de vermeil et de plomb) très différent de celui auquel fut soumis le cœur de Louis XVII, « soustrait » par Pelletan, simplement conservé dans l'alcool, comme une vulgaire curiosité anatomique. Donc, les deux cœurs, s'ils étaient venus à être rassemblés (ce qu'aucun document historique ne prouve), n'auraient pu être ni confondus ni échangés.
Après enquête, l'historien Philippe Delorme établit que ce cœur est bien celui que le docteur Philippe-Jean Pelletan a « soustrait » sur le cadavre de l'enfant mort au Temple le 8 juin 1795. Cette conclusion réhabiliterait donc les témoignages de contemporains recueillis par l'historien Alcide de Beauchesne. L'urne funéraire contenant ce cœur a été placée le 8 juin 2004 sous l'oraison funèbre de l'aumônier Christian-Philippe Chanut, dans la chapelle des Bourbons de la basilique Saint-Denis, lors d'une cérémonie présidée par Louis de Bourbon, duc d'Anjou, accompagné par l'archiduc Charles de Habsbourg-Lorraine et rassemblant des membres de différentes branches de la famille de Bourbon et diverses personnalités.
Pour le professeur Jean Tulard, appelé par le ministre de la Culture à donner son avis sur le dépôt du cœur de Louis « XVII », le 8 juin 2004, l'analyse de l'ADN du cœur, conjuguée avec l'enquête menée sur son origine et les péripéties de son histoire, est suffisante pour attester de la mort du prince au Temple.

## Représentation dans les arts et la culture

### Iconographie

#### Peinture
En 2005, le musée de la Révolution française a acquis un tableau d'Émile Mascré représentant Louis XVII au temple avec ses geôliers.
En 2019, le château de Versailles a acquis un portrait du jeune dauphin vers 1790 avec son chien :

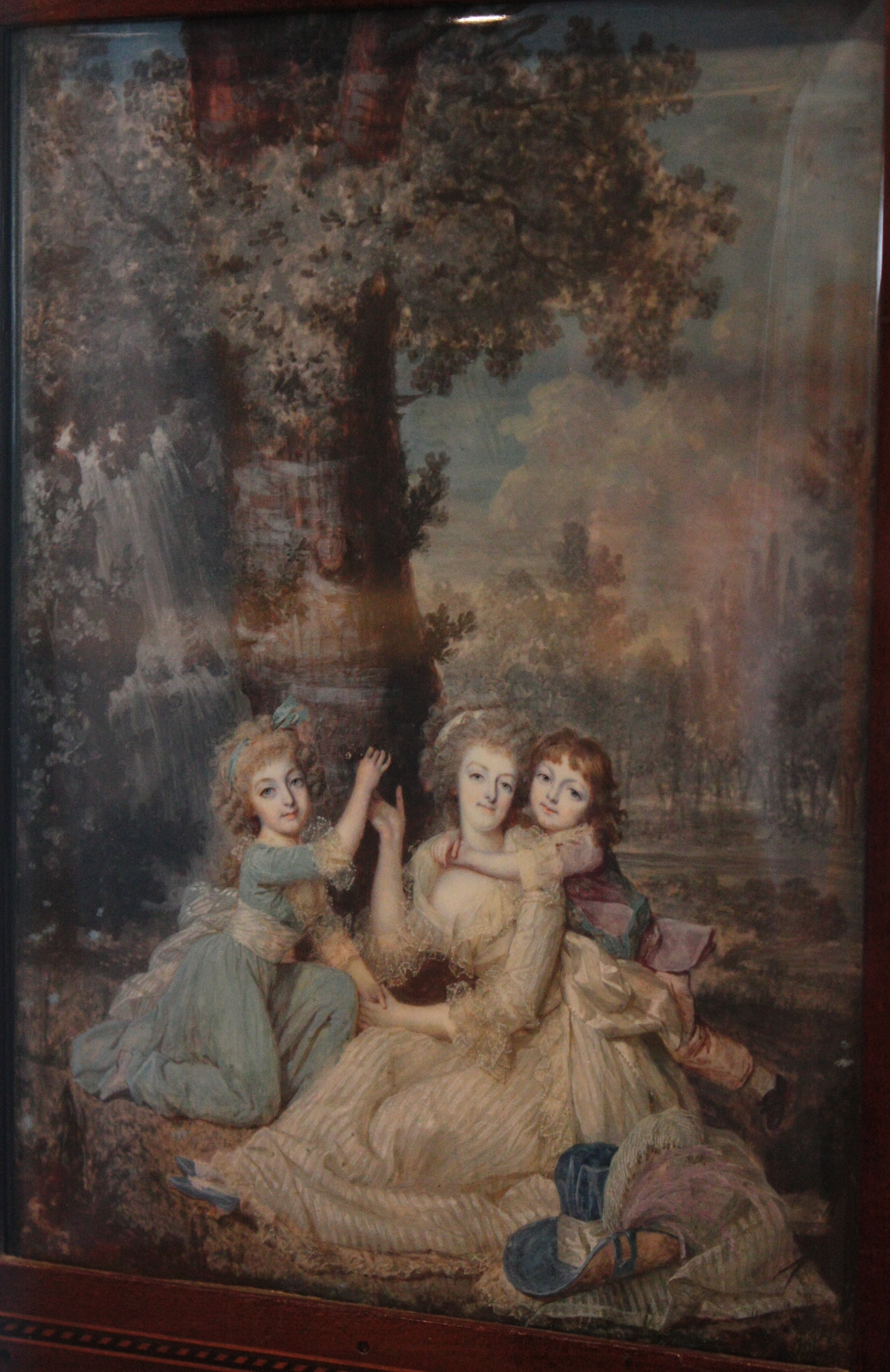
Marie-Antoinette et ses enfants, par François Dumont, 1790. Musée du Louvre.
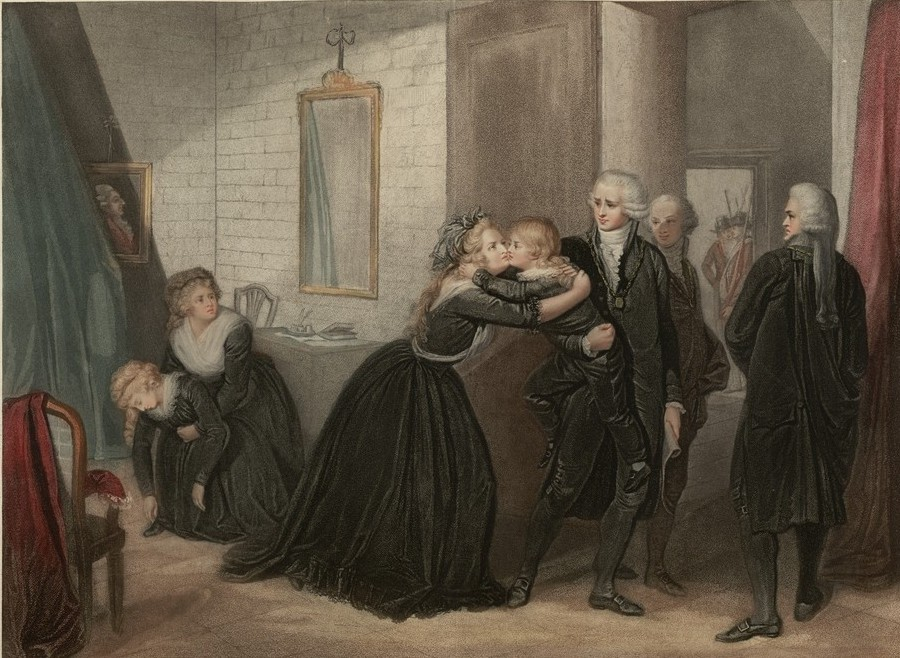
Le Dauphin arraché à sa mère, vers 1794.
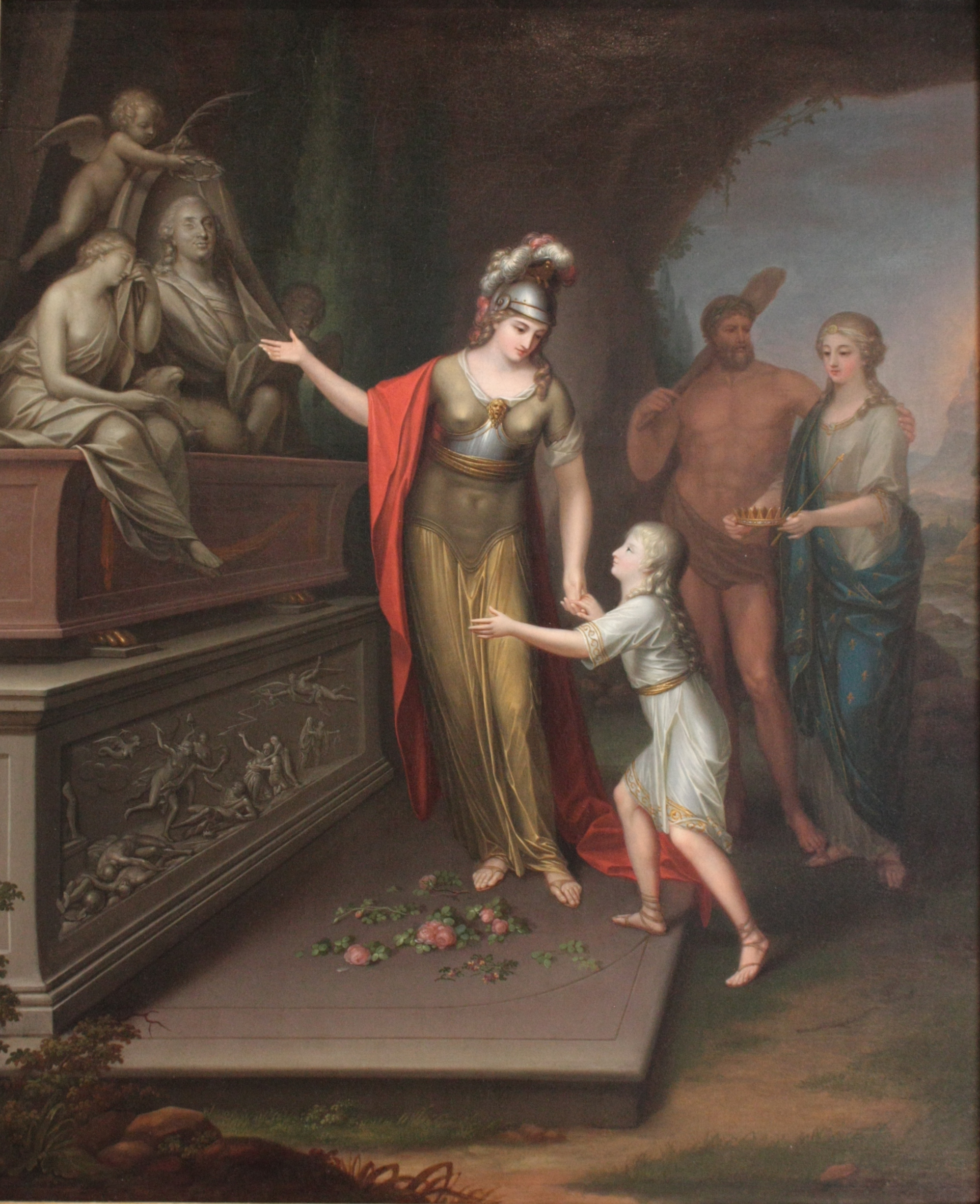
Minerve conduisant Louis XVII devant le tombeau de son père, par Augusto Nicodemo, 1794. Musée de la Révolution française.
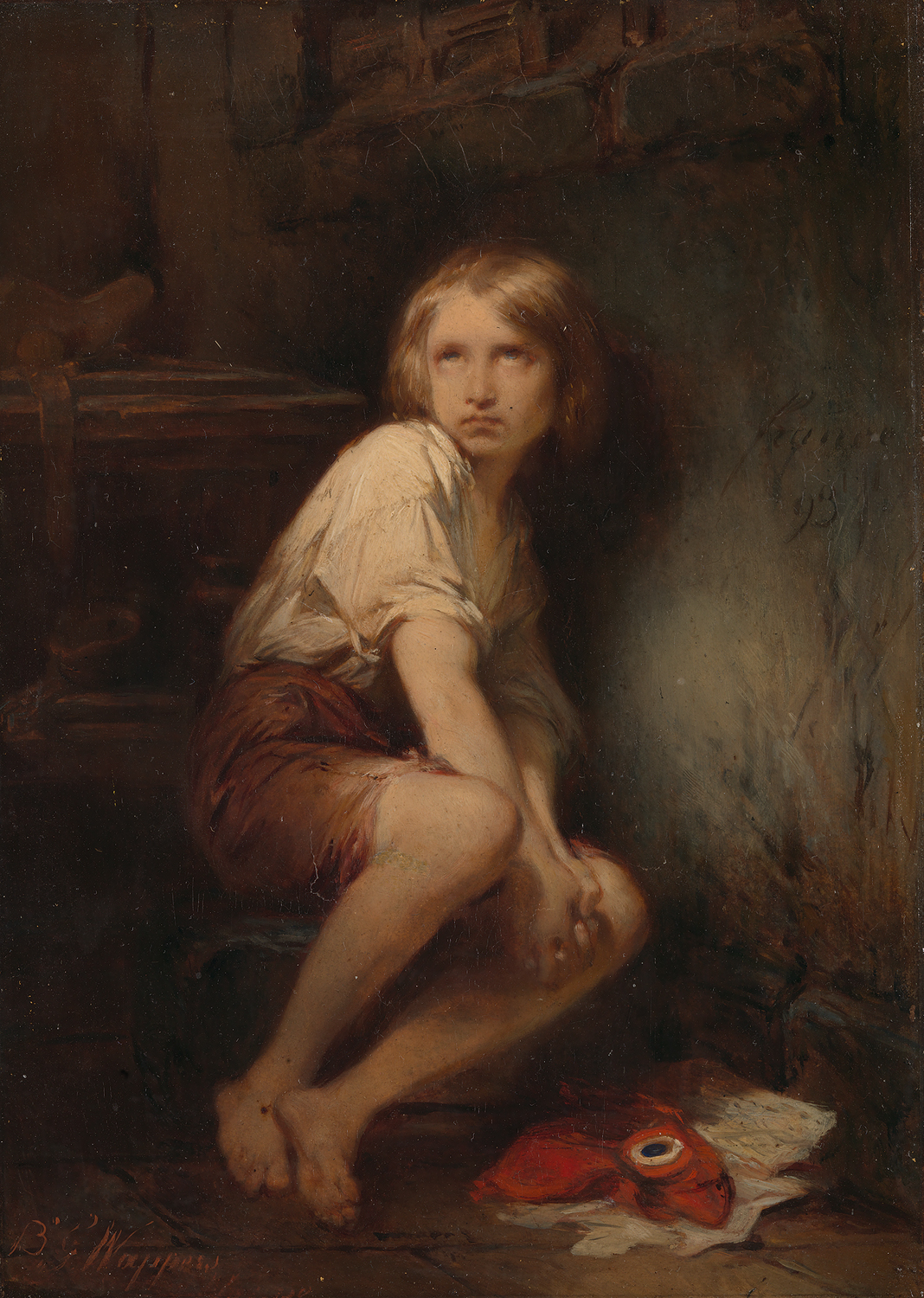
Le Dauphin au Temple, par Gustave Wappers, XIXe siècle.
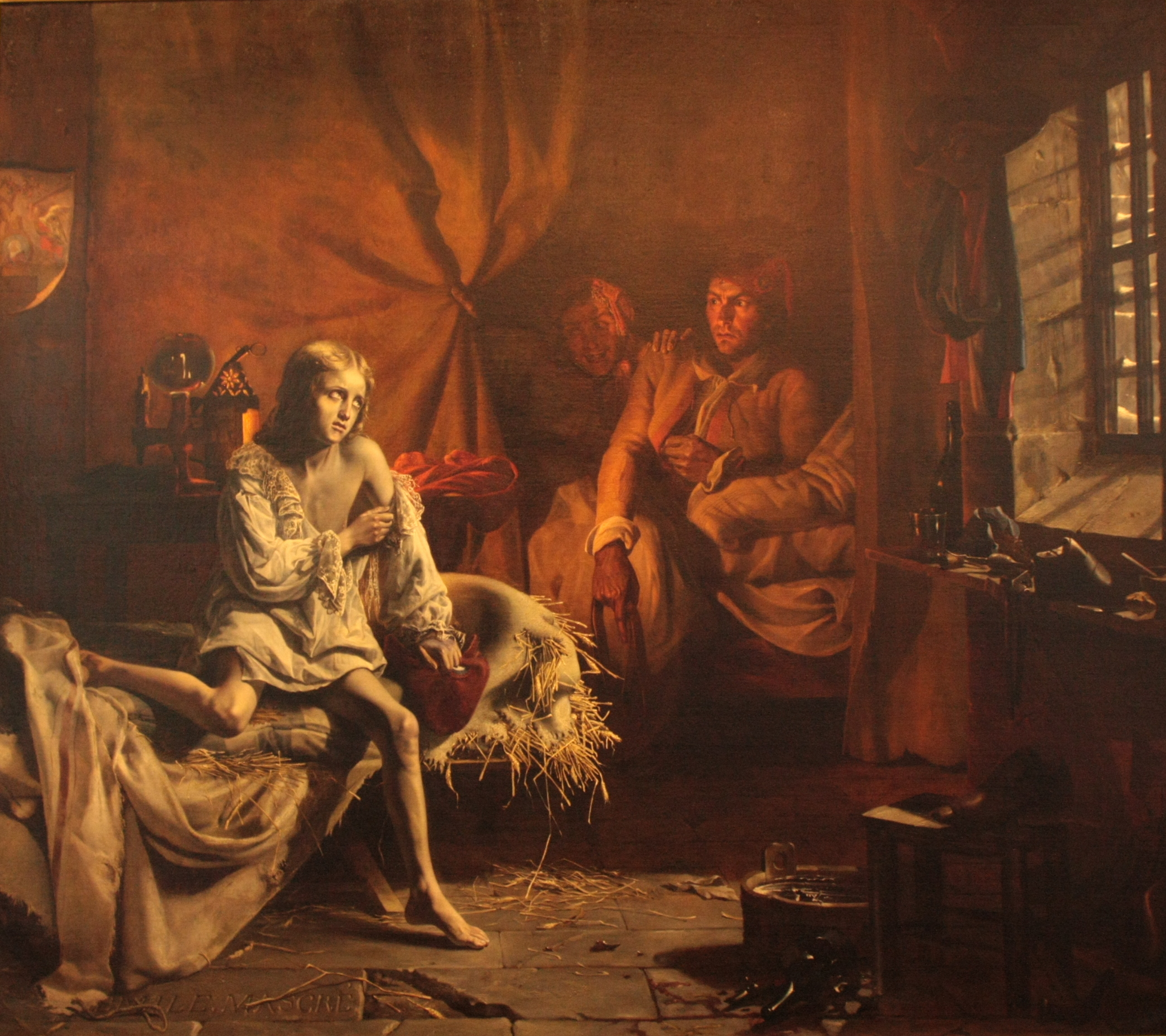
Capet, lève-toi ! par Émile Mascré, 1838. Musée de la Révolution française.
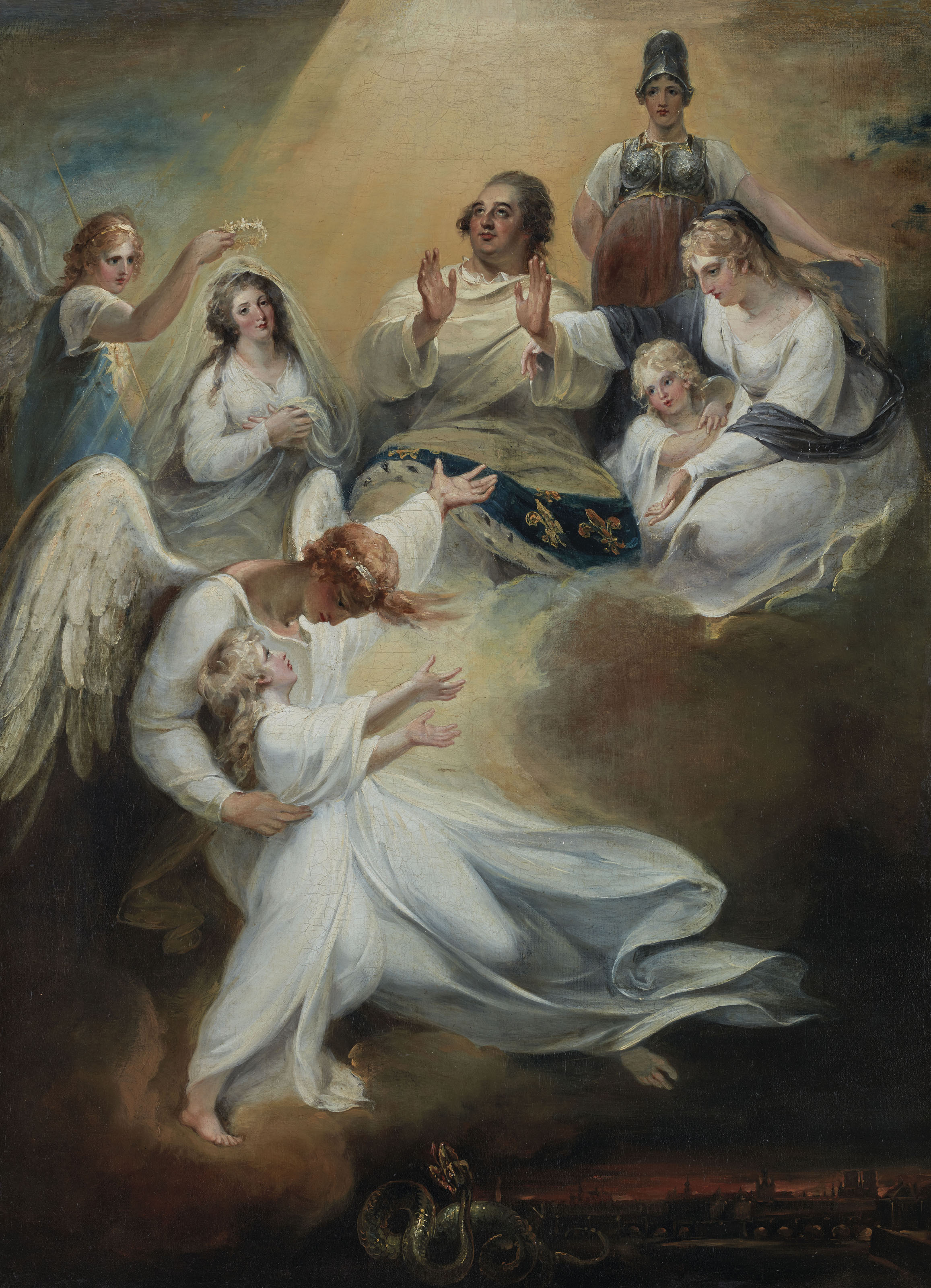
L'Apothéose de Louis XVI, (cette scène représente la mort de Louis XVI), par William Hamilton, fin du XVIIIe siècle.
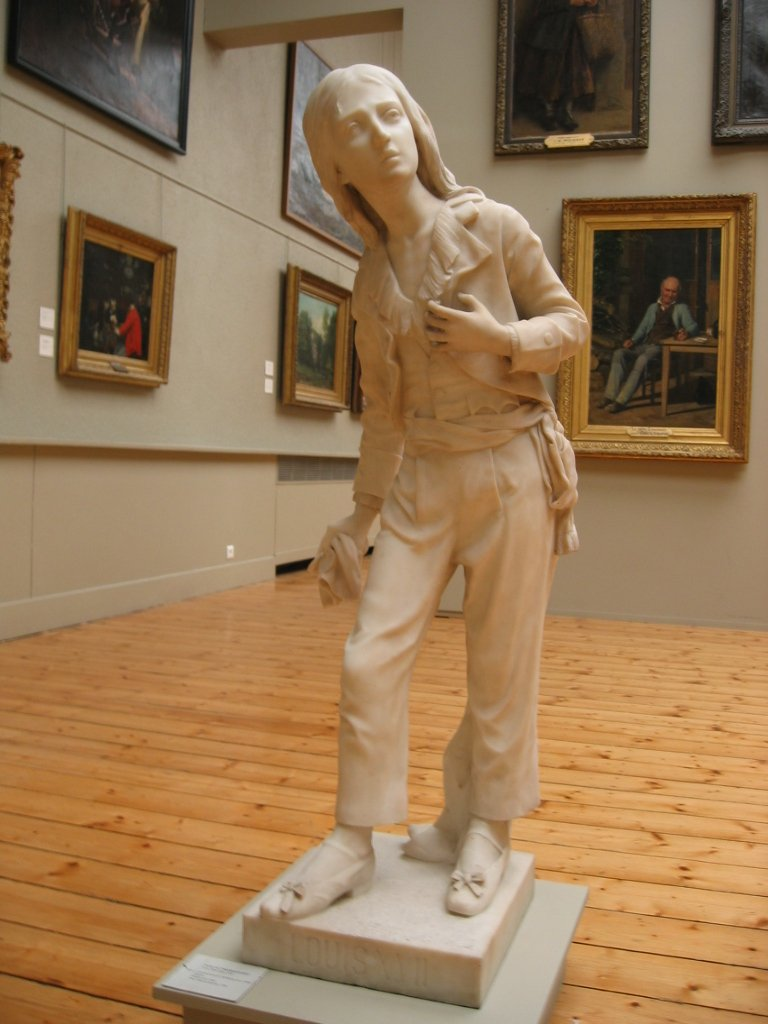
Louis XVII au Temple, par Anne Chardonnet. Musée des Beaux-arts de Besançon.
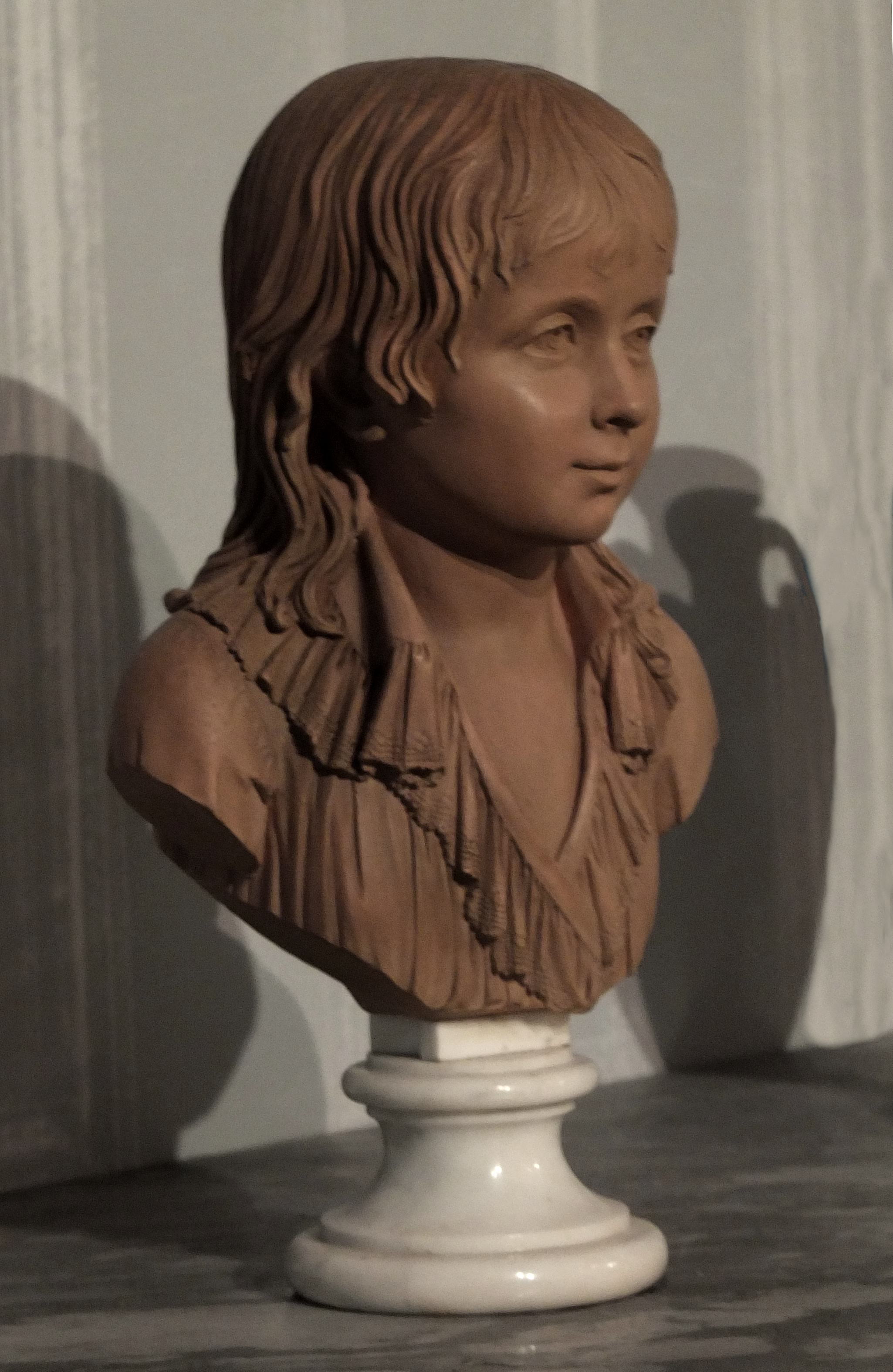
Buste du dauphin Louis-Charles de France par Deseine vers le début des années 1790.

.

### Littérature romanesque
- 1884 : Mark Twain, Les aventures de Huckleberry Finn  (ISBN 9780486280615)
- 1897 : Thérèse de Lisieux, Derniers Entretiens
- 1913 : Baronne Orczy, Eldorado - la capture du mouron rouge  (ISBN 9780755111121)
- 1972 : La Rose de Versailles de Riyoko Ikeda (manga)
- 1973 : Philippe Ebly, L'Évadé de l'An II, Hachette Jeunesse, 1977, 1979, 1982, 1987, 1993 et Degliame, 2003
- 1937 : Rafael Sabatini, The Lost King  (ISBN 9780755115440)
- 2003 : Françoise Chandernagor, La Chambre, éditions Gallimard,  (ISBN 2070314200)
- 2003 : Amélie de Bourbon-Parme, Le Sacre de Louis XVII, éditions Folio  (ISBN 9782070302284)
- Plusieurs romans de la collection Signe de piste : Le Roi d'infortune, Le Chemin de la liberté, Le Château perdu (Georges Ferney), Le Lys éclaboussé (Jean-Louis Foncine et Antoine de Briclau)
- 2005 : Ann Dukthas, En Mémoire d'un prince, éditions 10/18 ; Grands Détectives,  (ISBN 2264037903)
- 2007 : Christophe Donner, Un roi sans lendemain, éditions Grasset,  (ISBN 2246625815)
- 2009 : Dominic Lagan, Live Free or Die  (ISBN 0956151809)
- 2010 : Jennifer Donnelly, Revolution  (ISBN 9780385737647)
- 2011 : Jacques Soppelsa, Louis XVII : la piste argentine, Paris, A2C Médias, coll. « Histoires », 2011, 187 p. (ISBN 978-2-916831-16-9, BNF 42445778)
- 2011 : Louis Bayard, La Tour noire[Note 13] (trad. Jean-Luc Piningre), Pocket, 2011  (ISBN 9782266188906)
- 2011 : Missouri Dalton, The Grave Watchers  (ISBN 9781610402842)
- 2014 : Jean-Pierre Fournier La Touraille, Le jeu de quilles en or : l'orphelin du Temple, Paris, Plon, 2014, 464 p. (ISBN 978-2-259-22188-7 et 2-259-22188-2)
- 2017 : Isabelle Duquesnoy, L'Embaumeur ou l'Odieuse confession de Victor Renard - Éditions La Martinière.  (ISBN 978-2-7324-8354-2)

### Théâtre
- 1893 : Victor Delaporte : Louis XVII, drame en trois tableaux, en vers, Desclée de Brouwer, 1893.
- 1898 : Victorien Sardou, Paméla, Marchande de frivolités, création le 11 février 1898 au Théâtre du Vaudeville (Paris).  (ISBN 9782812445644)
- 1909 : Pierre Decourcelle, Le roy sans royaume, création le 23 septembre 1909 au Théâtre de la Porte Saint-Martin (Paris).

### Filmographie

#### Cinéma

##### Louis XVII
- 1908 :
  - Le Martyre de Louis XVII de Pathé Frères
  - Louis XVII de Gérard Bourgeois
- 1910 : Le Petit Roi d’Etienne Arnaud
- 1923 :
  - Der Dauphin von Frankreich de Zoltan Korda avec Tibor Lubinsky
  - L’Enfant-Roi de Jean Kemm avec Pierrette Luguand et Jean Munier
- 1937 : Le Roi sans couronne (The King Without a Crown) de Jacques Tourneur joué par Scotty Beckett
- 1938 :
  - La Marseillaise joué par Marie-Pierre Sordet-Dantès
  - Marie-Antoinette joué par Scotty Beckett
- 1945 : Paméla joué par Serge Emrich
- 1956 : Marie-Antoinette reine de France de Jean Delannoy, joué par Olivier Richard
- 1957 : Le Prisonnier du Temple de Brian Desmond Hurst, joué par Richard O'Sullivan
- 1979 : Marie-Antoinette à Versailles
- 1982 : La Nuit de Varennes d' Ettore Scola
- 1989 : La Révolution française joué par Sean Flynn
- 1991 : Killer Tomatoes Eat France! joué par Steve Lundquist
- 1995 : Jefferson à Paris joué par Damien Groelle
- 2001 : L'Affaire du collier joué par Thomas Dodgson-Gates
- 2006 : Marie Antoinette joué par Jago Betts, Axel Küng et Driss Hugo-Kalff
- (pré-production) : La Rose de Versailles (adaptation du manga)
- 2018 : Un peuple et son roi de Pierre Schoeller, joué par Ruggero Barbera
- 2023 : Vaincre ou mourir de Paul Mignot et Vincent Mottez, joué par Léon Durieux[52]
- 2024 : Le Déluge de Gianluca Jodice, joué par Vidal Arzoni

#### Les fauxLouisXVII
- 1943 : Le Baron fantôme, de Serge de Poligny
- 1949 : Monseigneur, de Roger Richebé

#### Télévision
- 1956 : L’Énigme du Temple de Guy Lessertisseur et Stellio Lorenzi, série Les énigmes de l’Histoire, La caméra explore le temps
- 1958 : The Lost King de Naomi Capon avec Felix Felton
- 1963 : Le Chevalier de Maison-Rouge joué par Benjamin Boda
- 1966 : Reign of Terror de Sobey Martin avec Patrick Michenaud
- 1975 : Marie-Antoinette joué par Eric Brunet[53]
- 1975 : La Tulipe noire (série télévisée d'animation), doublé par Brigitte Lecordier
- 1978 : Rejtekhely joué par András Várkonyi[54]
- 1979 :
  - Lady Oscar
  - La nuit de l'été joué par Romain Verlier
- 1982 : The Scarlet Pimpernel de Clive Donner avec Richard Charles
- 1999 : The Scarlet Pimpernel d’Edward Bennett avec Dalibor Sípek
- 2006 : Marie-Antoinette joué par Charles Dury
- 2007 : Secrets d'Histoire : Louis XVII, l'enfant roi, est-il mort en prison ?, documentaire grand public sur les derniers jours de Louis XVII[55].
- 2009 : Ce jour-là tout a changé - L'Évasion de Louis XVI de Arnaud Sélignac, joué par Morgane Rouault
- 2018 : Marie-Antoinette, ils ont jugé la reine de Alain Brunard avec Octave Delaunoy

### Musique
- 2014 : Symphony Of The Vampire de Kamijo (en)

### Expositions
- En 1987, première exposition consacrée à Louis XVII, à la mairie du 5e arrondissement de Paris
- Du 17 mai au 16 juillet 1989, exposition à l'Hôtel de Ville de Versailles
- Du 29 juin au 1er octobre 2018, exposition au musée de la Révolution française

### Ouvrages contemporains

#### Sur Louis XVII et sa famille
- Évelyne Lever, Louis XVI, éditions Fayard, 1985
- Évelyne Lever, Marie-Antoinette, journal d’une reine, éditions Robert Laffont, 2002
- Michel Wartelle, Louis XVII ou le secret du roi, Québec, Canada, Louise Courteau Éditrice, 2007, 337 p. (ISBN 978-2-89239-297-5)
- Marie-Claude Monchaux, Le petit roi des lys brisés, Louis XVII, Éditions Pierre Téqui, coll. « Littérature jeunesse », 2007
- Philippe Delorme, Les Princes du malheur – Le destin tragique des enfants de Louis XVI et Marie-Antoinette, éditions Perrin, 2008
- (en) Adrian O'Connor, « Between monarch and monarchy : the education of the dauphin and revolutionary politics, 1790–91 », French History, Oxford University Press, vol. 27, no 2,‎ juin 2013, p. 176–201 (ISSN 0269-1191, DOI 10.1093/fh/crt007).
- Philippe Delorme, Louis XVII la biographie, éditions Via Romana, 2015
- Evelyn Farr, Marie-Antoinette et le comte de Fersen, la correspondance secrète, Archipel, 2016, 414 p.
- Hélène Becquet, Louis XVII, Paris, Perrin, 2017, 298 p. (ISBN 9782262072384, lire en ligne)

#### Sur la mort de Louis XVII
- Louis Hastier, La double mort de Louis XVII, J'ai lu, coll. « L'Aventure mystérieuse », 1968, « A188 »
- Charles-Louis Edmond de Bourbon, La survivance de Louis XVII, les preuves, Impressions Dumas, Saint-Étienne, 1999
- Paul-Éric Blanrue, Le « Mystère du Temple » : la vraie mort de Louis XVII, Paris, éditions Claire Vigne, coll. « Aux sources de l'Histoire », 1996, 364 p. (ISBN 2-84193-028-9)
- Philippe Delorme, Louis XVII, la vérité, Paris, éditions Pygmalion, 2000, 258 p. (ISBN 2-85704-649-9)
- Jean-Baptiste Rendu, L'Énigme Louis XVII, Paris, éditions Larousse, 2011, 255 p. (ISBN 978-2-03-585467-4)
- Jean-Louis Bachelet, Sang royal. La vérité sur la plus grande énigme de l'histoire de France, Ring, 2015
- Charles Louis de Bourbon (trad. de l'anglais), Louis XVII a survécu à la prison du Temple, la preuve par l'analyse ADN, Perpignan, éditions Saint Amans, décembre 2016, 353 p. (ISBN 978-2-35941-146-1)

### Textes anciens
- C. C. Perceval,  Account of the misfortunes of the Dauphin, The Gentleman's Magazine, volume X 1838 p. 508 [lire en ligne]
- Alcide de Beauchesne, Louis XVII, sa vie, son agonie, sa mort ; captivité de la famille royale au temple, Paris, Plon, 1852.
- Léon de La Sicotière, « Les Faux Louis XVII », Revue des questions historiques, Paris, vol. 32,‎ 1882, p. 147-209 et 494-591 (lire en ligne). — Tiré à part : Paris, V. Palmé, 1882.
- Léon de La Sicotière, Louis XVII en Vendée, S. l., Bibliothèque du Bois-Menez, 2007 (1re éd. 1895), 48 p. (lire en ligne).
- Léon de La Sicotière, « Louis XVII et le cercueil de Sainte-Marguerite », Le Gaulois, Paris, no 5236,‎ 16 juillet 1894, p. 1-2 (lire en ligne). — Lettre datée du 13 juillet 1894.
- Alfred Bégis, Louis XVII : sa mort dans la tour du Temple le 8 juin 1795 (20 prairial an III), Paris et Riom, H. Champion et U. Jouvet, coll. « Curiosités révolutionnaires », 1896, 112 p. (lire en ligne).
- Gustave Bord, Autour du Temple, 1792-1795 : études sur la question Louis XVII, Paris, Éd. Émile-Paul, 1912, 3 vol. in-8° et 1 album in-4°. — Le tome 3 contient les pièces justificatives ; le tome 4 (qui manque très souvent) est un album de fac-sim. auxquels est joint un index alphabétique.
- Otto Friedrichs, La question Louis XVII, Paris, La Plume, 1900
- Ad. Lanné, Louis XVII et le secret de la révolution, Paris, Dujarric, 1904
- Armand Bourgeois, Nouvelle Étude historique sur Louis XVII, Paris, H. Daragon, 1907. In-8°, 8 p. (BNF 31856460)
- Joseph Turquan, Du nouveau sur Louis XVII. Solution du problème, Paris, Emile-Paul, 1908
- Armand Bourgeois, Mes dernières découvertes sur Louis XVII et sa sœur, Paris, H. Daragon, 1909. In-8°, 24 p.
- Henry Provins (pseudonyme d'Henri Foulon de Vaulx), Le dernier roi légitime de France
- Henri Foulon de Vaulx, Louis XVII, ses deux suppressions, Payot, 1928
- André Castelot, Louis XVII, l'énigme résolue, 1949
- Maurice Garçon, Louis XVII ou La Fausse énigme, Hachette, 1952, 586 p. et réédition en 1968,  (ISBN 9782706229534), 2706229535